# Liste der norwegischen Meister im Skilanglauf

Logo des Norges Skiforbund (Norwegischer Skiverband)

Die Liste der norwegischen Meister im Skilanglauf listet alle Sieger sowie die Zweit- und Drittplatzierten im Skilanglauf bei den Norwegischen Nordischen Skimeisterschaften seit 1909 auf.

## Männer

### 10 km
| Meisterschaft    | Gold                    | Silber                  | Bronze                  |
| ---------------- | ----------------------- | ----------------------- | ----------------------- |
| 1992             | Bjørn Dæhlie            | Egil Kristiansen        | Kristen Skjeldal        |
| 1993             | Bjørn Dæhlie            | Thomas Alsgaard         | Sigurd Brørs            |
| 1994             | Sture Sivertsen         | Terje Arntsen           | Terje Langli            |
| 1995             | Bjørn Dæhlie            | Thomas Alsgaard         | Sture Sivertsen         |
| 1996             | Vegard Ulvang           | Egil Kristiansen        | Anders Eide             |
| 1997             | Sture Sivertsen         | Øyvind Skaanes          | Thomas Alsgaard         |
| 1998             | Anders Eide             | Tor Arne Hetland        | Håvard Skorstad         |
| 1999             | Bjørn Dæhlie            | Thomas Alsgaard         | Espen Bjervig           |
| 2000             | Thomas Alsgaard         | Anders Eide             | Håvard Solbakken        |
| 2001             | Odd-Bjørn Hjelmeset     | Thomas Alsgaard         | Jens Arne Svartedal     |
| 2002             | Kristen Skjeldal        | Jan Jacob Verdenius     | Tore Bjonviken          |
| 2003             | Odd-Bjørn Hjelmeset     | Frode Estil             | Espen Harald Bjerke     |
| 2015             | Martin Johnsrud Sundby  | Didrik Tønseth          | Eirik Brandsdal         |
| 2016             | Martin Johnsrud Sundby  | Emil Iversen            | Simen Hegstad Krüger    |
| 2017             | Anders Gløersen         | Martin Johnsrud Sundby  | Didrik Tønseth          |
| 2018             | Sjur Røthe              | Pål Golberg             | Martin Johnsrud Sundby  |
| 2019             | Martin Johnsrud Sundby  | Hans Christer Holund    | Didrik Tønseth          |
| 2021             | Erik Valnes             | Daniel Stock            | Martin Løwstrøm Nyenget |
| 2022             | Simen Hegstad Krüger    | Harald Østberg Amundsen | Johannes Høsflot Klæbo  |
| 2023             | Johannes Høsflot Klæbo  | Simen Hegstad Krüger    | Mikael Gunnulfsen       |
| 2024 (Freistil)  | Gjøran Tefre            | Magne Haga              | Martin Kirkeberg Mørk   |
| 2024 (klassisch) | Johannes Høsflot Klæbo  | Erik Valnes             | Eirik Sverdrup Augdal   |
| 2025 (klassisch) | Henrik Dønnestad        | Mikael Gunnulfsen       | Eirik Mysen             |
| 2025 (Freistil)  | Martin Løwstrøm Nyenget | Martin Kirkeberg Mørk   | Iver Tildheim Andersen  |

### 15 km
| Meisterschaft | Gold                    | Silber                  | Bronze                  |
| ------------- | ----------------------- | ----------------------- | ----------------------- |
| 1954          | Johan Østvang           | Martin Stokken          | Per Olsen               |
| 1955          | Hallgeir Brenden        | Per Olsen               | Håkon Brusveen          |
| 1956          | Hallgeir Brenden        | Håkon Brusveen          | Olaf Storli             |
| 1957          | Håkon Brusveen          | Per Olsen               | Olav Nedgården          |
| 1958          | Håkon Brusveen          | Hallgeir Brenden        | Oddmund Jensen          |
| 1959          | Harald Grønningen       | Sivert Fagerholt        | Magnar Lundemo          |
| 1960          | Hallgeir Brenden        | Magnar Lundemo          | Einar Østby             |
| 1961          | Magnar Lundemo          | Sverre Stensheim        | Håkon Brusveen          |
| 1962          | Alv Storelvmo           | Magnar Lundemo          | Sverre Stensheim        |
| 1963          | Reidar Hjermstad        | Einar Østby             | Harald Grønningen       |
| 1964          | Ole Ellefsæter          | Einar Østby             | Gjermund Eggen          |
| 1965          | Erling Steineide        | Gjermund Eggen          | Ole Ellefsæter          |
| 1966          | Odd Martinsen           | Gjermund Eggen          | Harald Grønningen       |
| 1967          | Harald Grønningen       | Ole Ellefsæter          | Kolbjørn Nøkleby        |
| 1968          | Reidar Hjermstad        | Johs Harviken           | Jo Eggen                |
| 1969          | Pål Tyldum              | Lorns Skjemstad         | Reidar Bekkemellom      |
| 1970          | Odd Martinsen           | Johs Harviken           | Harald Grønningen       |
| 1971          | Pål Tyldum              | Bjørn Moløkken          | Johs Harviken           |
| 1972          | Magne Myrmo             | Ivar Formo              | Odd Martinsen           |
| 1973          | Pål Tyldum              | Ivar Formo              | Magne Myrmo             |
| 1974          | Ivar Formo              | Oddvar Brå              | Johs Harviken           |
| 1975          | Oddvar Brå              | Ivar Formo              | Odd Martinsen           |
| 1976          | Oddvar Brå              | Magne Myrmo             | Pål Tyldum              |
| 1977          | Tore Gullen             | Kjell Jakob Sollie      | Magne Myrmo             |
| 1978          | Oddvar Brå              | Odd Martinsen           | Magne Myrmo             |
| 1979          | Oddvar Brå              | Jan Lindvall            | Lars Erik Eriksen       |
| 1980          | Oddvar Brå              | Tore Gullen             | Anders Bakken           |
| 1981          | Oddvar Brå              | Tore Gullen             | Ove Aunli               |
| 1982          | Jan Lindvall            | Ove Aunli               | Oddvar Brå              |
| 1983          | Lars Erik Eriksen       | Tor Håkon Holte         | Jan Lindvall            |
| 1984          | Tor Håkon Holte         | Pål Gunnar Mikkelsplass | Karl Kristian Aketun    |
| 1985          | Martin Hole             | Ove Aunli               | Tor Håkon Holte         |
| 1986          | Pål Gunnar Mikkelsplass | Tor Håkon Holte         | Hans Erik Tofte         |
| 1987          | Arild Monsen            | Pål Gunnar Mikkelsplass | Tor Håkon Holte         |
| 1988          | Pål Gunnar Mikkelsplass | Oddvar Brå              | Sturla Brørs            |
| 1989          | Pål Gunnar Mikkelsplass | Vegard Ulvang           | Bjørn Dæhlie            |
| 1990          | Kristen Skjeldal        | Bjørn Dæhlie            | Sturla Brørs            |
| 1991          | Bjørn Dæhlie            | Vegard Ulvang           | Øyvind Skaanes          |
| 1992          | Bjørn Dæhlie            | Vegard Ulvang           | Kristen Skjeldal        |
| 1993          | Bjørn Dæhlie            | Thomas Alsgaard         | Vegard Ulvang           |
| 1994          | Thomas Alsgaard         | Sture Sivertsen         | Erling Jevne            |
| 1995          | Bjørn Dæhlie            | Thomas Alsgaard         | Vegard Ulvang           |
| 1996          | Vegard Ulvang           | Frode Estil             | Sture Sivertsen         |
| 1997          | Thomas Alsgaard         | Kristen Skjeldal        | Odd Bjørn Hjelmeset     |
| 1998          | Krister Sørgård         | Anders Eide             | Frode Estil             |
| 1999          | Thomas Alsgaard         | Bjørn Dæhlie            | Espen Bjervig           |
| 2000          | Thomas Alsgaard         | Håvard Solbakken        | Anders Aukland          |
| 2001          | Odd-Bjørn Hjelmeset     | Thomas Alsgaard         | Anders Aukland          |
| 2002          | Kristen Skjeldal        | Odd-Bjørn Hjelmeset     | Jan Jacob Verdenius     |
| 2003          | Odd-Bjørn Hjelmeset     | Tore Bjonviken          | Kristen Skjeldal        |
| 2004          | Odd-Bjørn Hjelmeset     | Kristian Horntvedt      | Jens Arne Svartedal     |
| 2005          | Tore Ruud Hofstad       | Jan Egil Andresen       | Lars Berger             |
| 2006          | Odd-Bjørn Hjelmeset     | Jens Arne Svartedal     | Frode Estil             |
| 2007          | Petter Northug          | Tore Ruud Hofstad       | Frode Estil             |
| 2008          | Morten Eilifsen         | Ronny Hafsås            | Petter Northug          |
| 2009          | Jens Arne Svartedal     | Anders Aukland          | Eldar Rønning           |
| 2010          | Petter Northug          | Ronny Hafsås            | Sjur Røthe              |
| 2011          | Eldar Rønning           | Martin Johnsrud Sundby  | Thomas Alsgaard         |
| 2012          | Martin Johnsrud Sundby  | Ronny Fredrik Ansnes    | Thomas Alsgaard         |
| 2013          | Martin Johnsrud Sundby  | Finn Hågen Krogh        | Sjur Røthe              |
| 2014          | Simen Østensen          | Martin Johnsrud Sundby  | Simen Andreas Sveen     |
| 2015          | Anders Gløersen         | Hans Christer Holund    | Sjur Røthe              |
| 2016          | Martin Johnsrud Sundby  | Martin Løwstrøm Nyenget | Mathias Rundgreen       |
| 2017          | Didrik Tønseth          | Johannes Høsflot Klæbo  | Martin Johnsrud Sundby  |
| 2018          | Simen Hegstad Krüger    | Per Kristian Nygård     | Daniel Stock            |
| 2019          | Emil Iversen            | Martin Løwstrøm Nyenget | Hans Christer Holund    |
| 2020          | Finn Hågen Krogh        | Harald Østberg Amundsen | Jan Thomas Jenssen      |
| 2021          | Sjur Røthe              | Simen Hegstad Krüger    | Harald Østberg Amundsen |
| 2022          | Martin Løwstrøm Nyenget | Simen Hegstad Krüger    | Håvard Moseby           |
| 2023          | Harald Østberg Amundsen | Hans Christer Holund    | Iver Tildheim Andersen  |

### 17/18 km
| Meisterschaft | Gold                | Silber                     | Bronze          |
| ------------- | ------------------- | -------------------------- | --------------- |
| 1933          | Sigurd Vestad       |                            |                 |
| 1934          | Arne Rustadstuen    |                            |                 |
| 1935          | Bjarne Iversen      |                            |                 |
| 1936          | Lars Bergendahl     |                            |                 |
| 1937          | Olaf Hoffsbakken    |                            |                 |
| 1938          | Lars Bergendahl     | Magnar Fosseide            | John Strickert  |
| 1939          | Gunnar Hermansen    | Trygve Brodahl             | John Strickert  |
| 1940          | Leif Slagtern       | Annar Ryen                 | Erling Evensen  |
| 1946          | Arve Ulseth         | Hallvard Eggseth           | Thorleif Vangen |
| 1947          | Erling Evensen      | Olaf Dufseth Leif Slagtern |                 |
| 1948          | Thorleif Vangen     | Kristian Bjørn             | Leif Slagtern   |
| 1949          | Ottar Gjermundshaug | Kristian Bjørn             | Henry Hermansen |
| 1950          | Harald Maartmann    | Ottar Gjermundshaug        | Edvin Landsem   |
| 1951          | Hallgeir Brenden    | Mikal Kirkholt             | Henry Hermansen |
| 1952          | Hallgeir Brenden    | Martin Stokken             | Henry Ishoel    |
| 1953          | Hallgeir Brenden    | Martin Stokken             | Ole Unsgård     |

### 30 km
| Meisterschaft | Gold                | Silber                  | Bronze                  |
| ------------- | ------------------- | ----------------------- | ----------------------- |
| 1909          | Lauritz Bergendahl  |                         |                         |
| 1911          | Elling Rønes        |                         |                         |
| 1912          | Lauritz Bergendahl  |                         |                         |
| 1913          | Peder Kristoffersen |                         |                         |
| 1914          | Ole Jerpaasen       |                         |                         |
| 1915          | Embret Mellesmo     |                         |                         |
| 1916          | Johan Evnen         |                         |                         |
| 1917          | Ingvar Langlien     |                         |                         |
| 1918          | Johs Gulbraa        |                         |                         |
| 1919          | Ingvar Langlien     |                         |                         |
| 1920          | Thorleif Haug       |                         |                         |
| 1921          | Thorleif Haug       |                         |                         |
| 1922          | Thoralf Strømstad   |                         |                         |
| 1923          | Jon Mårdalen        |                         |                         |
| 1924          | Olav Kjelbotn       |                         |                         |
| 1925          | Jogan Knarbak       |                         |                         |
| 1926          | Ole Hegge           |                         |                         |
| 1927          | Johan Støa          |                         |                         |
| 1928          | Ole Hegge           |                         |                         |
| 1929          | Ole Stenen          |                         |                         |
| 1930          | Trygve Brodahl      |                         |                         |
| 1931          | Kristian Hovde      |                         |                         |
| 1932          | Kåre Hatten         |                         |                         |
| 1933          | Sigurd Vestad       |                         |                         |
| 1934          | Sigurd Vestad       |                         |                         |
| 1935          | Oddbjørn Hagen      |                         |                         |
| 1936          | Oddbjørn Hagen      |                         |                         |
| 1937          | Lars Bergendahl     |                         |                         |
| 1938          | Olav Odden          | Sigurd Røen             | Gunnar Stalsberg        |
| 1939          | Trygve Brodahl      | Annar Ryen              | Sigurd Vestad           |
| 1940          | Erling Evensen      | Arve Ullseth            | Arvid Hagen             |
| 1946          | Thorleif Vangen     | Erik Resell             | Olav Odden              |
| 1947          | Thorleif Vangen     | Erling Evensen          | Leif Haugen             |
| 1948          | Leif Haugen         | Olav Hagen              | Thorleif Vangen         |
| 1949          | Reidar Nyborg       | Oddvar Sandvik          | Leif Liberg             |
| 1950          | Magnar Estenstad    | Edvin Landsem           | Olav Økern              |
| 1951          | Martin Stokken      | Mikal Kirkholt          | Edvin Landsem           |
| 1952          | Hallgeir Brenden    | Henry Solheim           | Olav Økern              |
| 1953          | Håkon Brusveen      | Magnar Estenstad        | Erling Beck             |
| 1954          | Martin Stokken      | Ola Unsgård             | Edvin Landsem           |
| 1955          | Martin Stokken      | Hallgeir Brenden        | Oddmund Jensen          |
| 1956          | Hallgeir Brenden    | Magnar Ingebrigtsli     | Tore Bjørnstad          |
| 1957          | Martin Stokken      | Per Olsen               | Kristen Kvello          |
| 1958          | Håkon Brusveen      | Hallgeir Brenden        | Oddmund Jensen          |
| 1959          | Sverre Stensheim    | Reidar Andreassen       | Harald Grønningen       |
| 1960          | Sverre Stensheim    | Magnar Lundemo          | Hallgeir Brenden        |
| 1961          | Hallgeir Brenden    | Sverre Stensheim        | Harald Grønningen       |
| 1962          | Harald Grønningen   | Sverre Stensheim        | Magnar Lundemo          |
| 1963          | Harald Grønningen   | Einar Østby             | Magnar Lundemo          |
| 1964          | Gjermund Eggen      | Einar Østby             | Oddmund Jensen          |
| 1965          | Lorns Skjemstad     | Sverre Stensheim        | Gjermund Eggen          |
| 1966          | Gjermund Eggen      | Jo Eggen                | Reidar Bekkemellom      |
| 1967          | Harald Grønningen   | Reidar Hjermstad        | Johs Harviken           |
| 1968          | Harald Grønningen   | Pål Tyldum              | Odd Martinsen           |
| 1969          | Odd Martinsen       | Johs Harviken           | Reidar Bekkemellom      |
| 1970          | Johs Harviken       | Pål Tyldum              | Odd Martinsen           |
| 1971          | Odd Martinsen       | Gjermund Eggen          | Pål Tyldum              |
| 1972          | Pål Tyldum          | Audun Nerland           | Ivar Formo              |
| 1973          | Ivar Formo          | Magne Myrmo             | Oddvar Brå              |
| 1974          | Ivar Formo          | Oddvar Brå              | Magne Myrmo             |
| 1975          | Ivar Formo          | Einar Sagstuen          | Magne Myrmo             |
| 1976          | Ivar Formo          | Oddvar Brå              | Odd Martinsen           |
| 1977          | Oddvar Brå          | Per Knut Aaland         | Tore Gullen             |
| 1978          | Oddvar Brå          | Lars Erik Eriksen       | Magne Myrmo             |
| 1979          | Oddvar Brå          | Per Knut Aaland         | Jan Lindvall            |
| 1980          | Oddvar Brå          | Per Knut Aaland         | Lars Erik Eriksen       |
| 1981          | Tore Gullen         | Jan Lindvall            | Anders Bakken           |
| 1982          | Jan Lindvall        | Pål Gunnar Mikkelsplass | Per Knut Aaland         |
| 1983          | Lars Erik Eriksen   | Jan Lindvall            | Karl Kristian Aketun    |
| 1984          | Jan Lindvall        | Pål Gunnar Mikkelsplass | Oddvar Brå              |
| 1985          | Ove Aunli           | Per Knut Aaland         | Oddvar Brå              |
| 1986          | Martin Hole         | Geir Holte              | Oddvar Brå              |
| 1987          | Oddvar Brå          | Vegard Ulvang           | Konrad Unsgård          |
| 1988          | Vegard Ulvang       | Tor Håkon Holte         | Sturla Brørs            |
| 1989          | Vegard Ulvang       | Terje Langli            | Oddvar Brå              |
| 1990          | Kristen Skjeldal    | Bjørn Dæhlie            | Terje Smevold           |
| 1991          | Vegard Ulvang       | Bjørn Dæhlie            | Kristen Skjeldal        |
| 1992          | Vegard Ulvang       | Erling Jevne            | Terje Langli            |
| 1993          | Vegard Ulvang       | Sture Sivertsen         | Krister Sørgård         |
| 1994          | Bjørn Dæhlie        | Thomas Alsgaard         | Kristen Skjeldal        |
| 1995          | Vegard Ulvang       | Erling Jevne            | Sture Sivertsen         |
| 1996          | Thomas Alsgaard     | Remi Andersen           | Øyvind Mobakken         |
| 1997          | Thomas Alsgaard     | Vegard Ulvang           | Egil Kristiansen        |
| 1998          | Sture Sivertsen     | Krister Sørgård         | Frode Estil             |
| 1999          | Bjørn Dæhlie        | Thomas Alsgaard         | Kristen Skjeldal        |
| 2000          | Odd-Bjørn Hjelmeset | Tore Bjonviken          | Erling Jevne            |
| 2001          | Tor Arne Hetland    | Thomas Alsgaard         | Kristen Skjeldal        |
| 2002          | Odd-Bjørn Hjelmeset | Håvard Skorstad         | Espen Bjervig           |
| 2003          | Lars Berger         | Frode Andresen          | Tore Ruud Hofstad       |
| 2020          | Pål Golberg         | Martin Johnsrud Sundby  | Martin Løwstrøm Nyenget |

### 2 × 15 km Verfolgung/Skiathlon
| Meisterschaft | Gold                    | Silber                  | Bronze                   |
| ------------- | ----------------------- | ----------------------- | ------------------------ |
| 2004          | Kristen Skjeldal        | Tore Ruud Hofstad       | Tore Bjonviken           |
| 2005          | Frode Estil             | Kristen Skjeldal        | Espen Harald Bjerke      |
| 2006          | Petter Northug          | Frode Estil             | Jan Egil Andresen        |
| 2007          | Frode Estil             | Krister Trondsen        | Odd-Bjørn Hjelmeset      |
| 2008          | Morten Eilifsen         | Martin Johnsrud Sundby  | Petter Northug           |
| 2009          | Tord Asle Gjerdalen     | Anders Aukland          | Ole-Marius Bach          |
| 2010          | Tord Asle Gjerdalen     | Martin Johnsrud Sundby  | Jens Arne Svartedal      |
| 2011          | Martin Johnsrud Sundby  | Eldar Rønning           | Tord Asle Gjerdalen      |
| 2012          | Martin Johnsrud Sundby  | Snorri Einarsson        | Sjur Røthe               |
| 2013          | Petter Northug          | Didrik Tønseth          | Martin Johnsrud Sundby   |
| 2014          | Martin Johnsrud Sundby  | Sjur Røthe              | Petter Northug           |
| 2015          | Petter Northug          | Niklas Dyrhaug          | Didrik Tønseth           |
| 2016          | Petter Northug          | Sjur Røthe              | Niklas Dyrhaug           |
| 2017          | Martin Johnsrud Sundby  | Niklas Dyrhaug          | Didrik Tønseth           |
| 2018          | Martin Johnsrud Sundby  | Niklas Dyrhaug          | Finn Hågen Krogh         |
| 2019          | Emil Iversen            | Sjur Røthe              | Martin Johnsrud Sundby   |
| 2021          | Emil Iversen            | Pål Golberg             | Sjur Røthe               |
| 2022          | Martin Løwstrøm Nyenget | Harald Østberg Amundsen | Håvard Moseby            |
| 2024          | Johannes Høsflot Klæbo  | Iver Tildheim Andersen  | Martin Kirkeberg Mørk    |
| 2025          | Harald Østberg Amundsen | Mathias Holbæk          | Thomas Linnebo Mollestad |

### 50 km
| Meisterschaft | Gold                    | Silber                  | Bronze                                 |
| ------------- | ----------------------- | ----------------------- | -------------------------------------- |
| 1946          | Thorleif Vangen         | Trygve Evensen          | Arve Ulseth                            |
| 1947          | Hallvard Eggset         | Thorleif Vangen         | Arnljot Nyås                           |
| 1948          | Magnar Estenstad        | Hallvard Eggset         | Arnljot Nyås                           |
| 1949          | Magnar Estenstad        | Kåre Tømte              | Reidar Nyborg                          |
| 1950          | Harald Maartmann        | Thorleif Vangen         | Yngvar Skøyen                          |
| 1951          | Edvin Landsem           | Martin Stokken          | Harald Maartmann                       |
| 1952          | Magnar Estenstad        | Olav Økern              | Harald Maartmann                       |
| 1953          | Magnar Estenstad        | Martin Stokken          | Per Landsem                            |
| 1954          | Magnar Estenstad        | Edvin Landsem           | Martin Stokken                         |
| 1955          | Martin Stokken          | Erling Bjørn            | Edvin Landsem                          |
| 1956          | Erling Bjørn            | Sverre Stensheim        | Olav Storli                            |
| 1957          | Kristen Kvello          | Magnar Ingebrigtsli     | Erling Bjørn                           |
| 1958          | Reidar Andreassen       | Aadne Mykland           | Alf Bjerkhaug                          |
| 1959          | Oddmund Jensen          | Erling Bjørn            | Sivert Fagerholt                       |
| 1960          | Reidar Andreassen       | Sverre Stensheim        | Igmund Holtås                          |
| 1961          | Harald Grønningen       | Sverre Stensheim        | Reidar Hjermstad                       |
| 1962          | Harald Grønningen       | Sverre Stensheim        | Igmund Holtås                          |
| 1963          | Harald Grønningen       | Reidar Hjermstad        | Sverre Stensheim                       |
| 1964          | Reidar Hjermstad        | Gjermund Eggen          | Ole Ellefsæter                         |
| 1965          | Ole Ellefsæter          | Lorns Skjemstad         | Sverre Stensheim                       |
| 1966          | Gjermund Eggen          | Sverre Stensheim        | Harald Grønningen                      |
| 1967          | Ole Ellefsæter          | Harald Grønningen       | Åge Bjerkland                          |
| 1968          | Pål Tyldum              | Harald Grønningen       | Odd Martinsen                          |
| 1969          | Reidar Hjermstad        | Pål Tyldum              | Sverre Stensheim                       |
| 1970          | Pål Tyldum              | Reidar Hjermstad        | Harald Grønningen                      |
| 1971          | Magne Myrmo             | Pål Tyldum              | Reidar Hjermstad                       |
| 1972          | Pål Tyldum              | Magne Myrmo             | Ivar Formo                             |
| 1973          | Oddvar Brå              | Pål Tyldum              | Magne Myrmo                            |
| 1974          | Oddvar Brå              | Odd Martinsen           | Magne Myrmo                            |
| 1975          | Oddvar Brå              | Magne Myrmo             | Iver Jønland                           |
| 1976          | Ivar Formo              | Per Knut Aaland         | Einar Sagstuen                         |
| 1977          | Per Knut Aaland         | Ivar Formo              | Odd Martinsen                          |
| 1978          | Oddvar Brå              | Magne Myrmo             | Anders Bakken                          |
| 1979          | Oddvar Brå              | Lars Erik Eriksen       | Kjell Jakob Sollie                     |
| 1980          | Lars Erik Eriksen       | Ove Aunli               | Per Knut Aaland                        |
| 1981          | Anders Bakken           | Eilef Mikkelsplass      | Lars Erik Eriksen                      |
| 1982          | Tor Håkon Holte         | Lars Erik Eriksen       | John Nordby                            |
| 1983          | Tor Håkon Holte         | Martin Hole             | Jan Lindvall                           |
| 1984          | Lars Erik Eriksen       | Geir Holte              | Tor Håkon Holte                        |
| 1985          | Tor Håkon Holte         | Per Knut Aaland         | Martin Hole                            |
| 1986          | Pål Gunnar Mikkelsplass | Tor Håkon Holte         | Martin Hole                            |
| 1987          | Hans-Christian Udnæs    | Hans Erik Tofte         | Martin Hole                            |
| 1988          | Tor Håkon Holte         | Terje Langli            | Martin Hole                            |
| 1989          | Terje Langli            | Geir Holte              | Kristian Amundsen                      |
| 1990          | Øyvind Skaanes          | Tor Håkon Holte         | Erling Jevne                           |
| 1991          | Vegard Ulvang           | Gudmund Skjeldal        | Erling Jevne                           |
| 1992          | Erling Jevne            | Gudmund Skjeldal        | Krister Sørgård                        |
| 1993          | Bjørn Dæhlie            | Gudmund Skjeldal        | Anders Eide                            |
| 1994          | Erling Jevne            | Vegard Ulvang           | Krister Sørgård                        |
| 1995          | Bjørn Dæhlie            | Anders Eide             | Kristen Skjeldal                       |
| 1996          | Erling Jevne            | Anders Aukland          | Odd Bjørn Hjelmeset                    |
| 1997          | Kristen Skjeldal        | Erling Jevne            | Øyvind Mobakken                        |
| 1998          | Anders Eide             | Bjørn Dæhlie            | Kristen Skjeldal                       |
| 1999          | Frode Estil             | Kristen Skjeldal        | Krister Sørgård                        |
| 2000          | Tore Olsen              | Remi Andersen           | Frode Andresen                         |
| 2001          | Kristen Skjeldal        | Anders Aukland          | Odd-Bjørn Hjelmeset                    |
| 2002          | Kristen Skjeldal        | Anders Aukland          | Jørgen Aukland                         |
| 2003          | Jens Arne Svartedal     | Frode Estil             | Kristen Skjeldal                       |
| 2004          | Kristen Skjeldal        | Anders Eide             | Håvard Solbakken                       |
| 2005          | Kristen Skjeldal        | Odd-Bjørn Hjelmeset     | Jens Arne Svartedal                    |
| 2006          | Kristen Skjeldal        | Tord Asle Gjerdalen     | Remi Andersen                          |
| 2007          | Jens Arne Svartedal     | Frode Estil             | Eldar Rønning                          |
| 2008 1        | Anders Aukland          | Jens Arne Svartedal     | Eldar Rønning                          |
| 2009          | Frode Andresen          | Anders Aukland          | Erlend Hoff                            |
| 2010          | Simen Østensen          | Anders Aukland          | Petter Eliassen                        |
| 2011          | Petter Northug          | Chris Jespersen         | Morten Eilifsen                        |
| 2012          | Martin Johnsrud Sundby  | Eldar Rønning           | Eirik Brandsdal                        |
| 2013          | Martin Johnsrud Sundby  | Simen Østensen          | Hans Christer Holund Øystein Pettersen |
| 2014          | Martin Johnsrud Sundby  | Daniel Myrmæl Helgestad | Simen Andreas Sveen                    |
| 2015          | Eirik Brandsdal         | Didrik Tønseth          | Hans Christer Holund                   |
| 2016          | Martin Johnsrud Sundby  | Sjur Røthe              | Magne Haga                             |
| 2017          | Martin Johnsrud Sundby  | Johan Tjelle            | Jonas Udjus Frorud                     |
| 2018          | Sjur Røthe              | Hans Christer Holund    | Espen Udjus Frorud                     |
| 2019          | Martin Johnsrud Sundby  | Didrik Tønseth          | Johan Hoel                             |
| 2022          | Andreas Fjorden Ree     | Hans Christer Holund    | Iver Tildheim Andersen                 |
| 2023          | Simen Hegstad Krüger    | Harald Østberg Amundsen | Håvard Moseby                          |
| 2024          | Eirik Sverdrup Augdal   | Johannes Høsflot Klæbo  | Petter Myhr                            |
| 2025          | Martin Løwstrøm Nyenget | Iver Tildheim Andersen  | Simen Hegstad Krüger                   |

### Sprint
| Meisterschaft | Gold                   | Silber                 | Bronze                 |
| ------------- | ---------------------- | ---------------------- | ---------------------- |
| 2000          | Tor Arne Hetland       | Trond Einar Elden      | Jan Jacob Verdenius    |
| 2001          | Odd-Bjørn Hjelmeset    | Jens Arne Svartedal    | Tore Bjonviken         |
| 2002          | Tore Bjonviken         | Tor Arne Hetland       | Tore Ruud Hofstad      |
| 2003          | Håvard Bjerkeli        | Tor Arne Hetland       | John Kristian Dahl     |
| 2004          | John Kristian Dahl     | Håvard Bjerkeli        | Jens Arne Svartedal    |
| 2005          | Jens Arne Svartedal    | Børre Næss             | Tor Arne Hetland       |
| 2006          | Børre Næss             | Johan Kjølstad         | Øystein Pettersen      |
| 2007          | Ola Vigen Hattestad    | Odd-Bjørn Hjelmeset    | Eldar Rønning          |
| 2008          | Ola Vigen Hattestad    | Eldar Rønning          | Børre Næss             |
| 2009          | John Kristian Dahl     | Johan Kjølstad         | Børre Næss             |
| 2010          | Johan Kjølstad         | Ola Vigen Hattestad    | Odd-Bjørn Hjelmeset    |
| 2011          | Eirik Brandsdal        | Anders Gløersen        | Johan Kjølstad         |
| 2012          | Eirik Brandsdal        | Sondre Turvoll Fossli  | Kent Ove Clausen       |
| 2013          | Pål Golberg            | Ånund Lid Byggland     | Eirik Brandsdal        |
| 2014          | Ola Vigen Hattestad    | Finn Hågen Krogh       | Anders Gløersen        |
| 2015          | Timo André Bakken      | Sondre Turvoll Fossli  | Emil Iversen           |
| 2016          | Finn Hågen Krogh       | Sindre Bjørnestad Skar | Håvard Solås Taugbøl   |
| 2017          | Johannes Høsflot Klæbo | Eirik Brandsdal        | Håvard Solås Taugbøl   |
| 2018          | Johannes Høsflot Klæbo | Eirik Brandsdal        | Fredrik Riseth         |
| 2019          | Finn Hågen Krogh       | Sindre Bjørnestad Skar | Håvard Solås Taugbøl   |
| 2020          | Ansgar Evensen         | Håvard Solås Taugbøl   | Sindre Bjørnestad Skar |
| 2021          | Johannes Høsflot Klæbo | Erik Valnes            | Emil Iversen           |
| 2022          | Erik Valnes            | Håvard Moseby          | Amund Hoel             |
| 2023          | Erik Valnes            | Even Northug           | Pål Golberg            |
| 2024          | Even Northug           | Mathias Holbæk         | Oskar Opstad Vike      |
| 2025          | Even Northug           | Sindre Bjørnestad Skar | Filip Skari            |

### Teamsprint
| Meisterschaft | Gold                                                            | Silber                                                                                 | Bronze                                                           |
| ------------- | --------------------------------------------------------------- | -------------------------------------------------------------------------------------- | ---------------------------------------------------------------- |
| 2004          | Byåsen IdrettslagArve Skåren Tor Arne Hetland                   | Lierne SkiEspen Emauelsen Frode Estil                                                  | Tromsdalen Ungdoms- og IdrettslagArne Mortensen Håvard Solbakken |
| 2005          | Lillehammer SkiklubEspen Harald Bjerke Tore Ruud Hofstad        | Eidsvold Værks SkiklubKristian Hammer Thomas Alsgaard                                  | Skogn IdrettslagJohan Kjølstad Eldar Rønning                     |
| 2006          | Skogn IdrettslagJohan Kjølstad Eldar Rønning                    | StrindheimKrister Trondsen Petter Northug                                              | Fjellhug/Vereide-HyenRoger Djupvik Odd-Bjørn Hjelmeset           |
| 2007          | Skogn IdrettslagEldar Rønning Johan Kjølstad                    | BekkelagetRemi Andersen Øystein Pettersen                                              | GjerdrumGlenn Elvestad Eirik Sæves                               |
| 2008          | RustadAnders Gløersen Øyvind Gløersen                           | Skogn IdrettslagEldar Rønning Johan Kjølstad                                           | StrindheimStig Rune Kveen Petter Northug                         |
| 2009          | Skogn IdrettslagJohan Kjølstad Eldar Rønning                    | StrindheimJohn Kristian Dahl Petter Northug                                            | RustadØyvind Gløersen Anders Gløersen                            |
| 2010          | StrindheimTomas Northug Petter Northug                          | KjjelsåsStian Hallén Eirik Brandsdal                                                   | RustadØyvind Gløersen Anders Gløersen                            |
| 2011          | StrindheimJohn Kristian Dahl Petter Northug                     | Skogn IdrettslagJohan Kjølstad Eldar Rønning                                           | KjjelsåsStian Hallén Eirik Brandsdal                             |
| 2012          | RustadØyvind Gløersen Anders Gløersen                           | Skogn IdrettslagJohan Kjølstad Eldar Rønning                                           | Røa IdrettslagMartin Johnsrud Sundby Andrew Musgrave             |
| 2013          | Røa IdrettslagAndrew Musgrave Martin Johnsrud Sundby            | KjjelsåsStian Hallén Eirik Brandsdal                                                   | RustadØyvind Gløersen Anders Gløersen                            |
| 2014          | Skogn IdrettslagMartin Hammer Eldar Rønning                     | KjjelsåsØyvind Moen Fjeld Eirik Brandsdal                                              | StrindheimTomas Northug Petter Northug                           |
| 2015          | StrindheimTomas Northug Petter Northug                          | Røa IdrettslagAndrew Musgrave Martin Johnsrud Sundby                                   | Lillehammer SkiklubVegard Bjerkreim Nilsen Håvard Solås Taugbøl  |
| 2016          | Kjelsås ILØyvind Moen Fjeld Eirik Brandsdal                     | Røa IdrettslagAndrew Musgrave Martin Johnsrud Sundby                                   | Lillehammer SkiklubMorten Eide Pedersen Martin Løwstrøm Nyenget  |
| 2017          | Byåsen ILDidrik Tønseth Johannes Høsflot Klæbo                  | Lillehammer SkiklubVegard Bjerkreim Nilsen Håvard Solås Taugbøl                        | Røa IdrettslagMartin Johnsrud Sundby Andrew Musgrave             |
| 2018          | Lillehammer SkiklubMartin Løwstrøm Nyenget Håvard Solås Taugbøl | Bærums Verk og Hauger IdrettsforeningAleksander Emil Dyrberg Ek Sindre Bjørnestad Skar | Røa IdrettslagMartin Johnsrud Sundby Andrew Musgrave             |
| 2019          | IL Varden MeråkerJørgen Sæternes Ulvang Emil Iversen            | Byåsen ILDidrik Tønseth Fredrik Riseth                                                 | Voss ILSjur Røthe Vebjørn Turtveit                               |
| 2022          | Heming ILHarald Astrup Arnesen Kasper Stadaas                   | Byåsen ILMartin Julian Buvarp Johannes Høsflot Klæbo                                   | Strindheim ILHåkon Skaanes Even Northug                          |
| 2023          | Byåsen ILMartin Julian Buvarp Johannes Høsflot Klæbo            | Bærums VerkNikolai Elde Holmboe Sindre Bjørnestad Skar                                 | Strindheim ILHåkon Skaanes Even Northug                          |
| 2024          | Byåsen ILDidrik Tønseth Johannes Høsflot Klæbo                  | Strindheim ILPetter Northug Even Northug                                               | Bardufoss og Omegn ILMaximilian von Selchow Bie Erik Valnes      |
| 2025          | Byåsen ILDidrik Tønseth Johannes Høsflot Klæbo                  | Bærums VerkNikolai Elde Holmboe Sindre Bjørnestad Skar                                 | Kjelsås ILHåvard Moseby Edvard Sandvik                           |

### Staffel
| Meisterschaft | Gold                                                                         | Silber                                                                             | Bronze                                                                          |
| ------------- | ---------------------------------------------------------------------------- | ---------------------------------------------------------------------------------- | ------------------------------------------------------------------------------- |
| 1940          | Nord-ØsterdalKristian Lillegjelten John Strickert Hallvard Eggset Annar Ryen | Vestopland                                                                         | Hedmark                                                                         |
| 1946          | OsloEldar Hagen Bjarne Solvang Thorleif Vangen Arve Ulseth                   | HedmarkTrygve Evensen Leif Haugen Reidar Nyborg Olaf Dufseth                       | Nord-ØsterdalKristian Lillegjelten Stoholen Eivind Kveberg Halvard Eggseth      |
| 1947          | HedmarkTrygve Evensen Olaf Dufseth Reidar Nyborg Erling Evensen              | HallingdalAlvin Pedersen Svein Larsgård Harald Dalen Lars Lid                      | GudbrandsdalTorstein Hagen Torgeir Hagen Hans I. Hagen Olav Ingvaldsen Hagen    |
| 1948          | GudbrandsdalHans I. Hagen Oddvar Aasen Leif Haugen Olav Ingvaldsen Hagen     | Nord-ØsterdalEsten Tangen John Osmo Birger Skjæret Lars Nesset                     | HedmarkTrygve Evensen Olaf Dufseth Reidar Nyborg Erling Evensen                 |
| 1949          | Nord-ØsterdalArthur Hovde Lars Nesset Alf Plassgård Ottar Gjermundshaug      | AkerTorkjell Sollie Oskar Johansen Harald Maartmann Leif Slagtern                  | RingerikeKristian Trondsen Arne Erlandsen Dagfinn Skøien Eilert Dahl            |
| 1950          | OsloGeorg Tømte Arnljot Nyås Ivar Odd Formo Henry Hermansen                  | Hedmark                                                                            | Gudbrandsdal                                                                    |
| 1951          | OsloAlf Bakke Ivar Odd Formo Arnljot Nyås Henry Hermansen                    | Nord-Østerdal                                                                      | Aker                                                                            |
| 1952          | Sør-TrøndelagHenry Ishoel Odd Lykkja Kristen Kvello Mikhal Kirkholt          | Sør-ØsterdalArvid Nyberg Erik Søgård Henry Solheim Hallgeir Brenden                | GudbrandsdalTorgeir Hagen Oddvar Aasen Olav Ingvaldsen Hagen Håkon Brusveen     |
| 1953          | Sør-TrøndelagØystein Saksvik Kristen Kvello Ola Ishoel Ola Unsgård           | GudbrandsdalOlav Ingvaldsen Hagen Palle Alm Oddvar Aasen Haakon Brusveeen          | Sør-ØsterdalKåre Storsveen Arvid Nyberg Henry Solheim Hallgeir Brenden          |
| 1954          | Idrettslaget LeikRolf Gaustad Magnar Estenstad Ola Unsgård                   | Nord-ØsterdalSkjæret Berger Oddmund Jensen Erling Bjørn                            | IL i BULKristen Kvello Lars H. Lia Henry Hermansen                              |
| 1955          | Vestre TrysilArvid Nyberg Henry Solheim Hallgeir Brenden                     | Nord-ØsterdalSkjæret Berger Oddmund Jensen Erling Bjørn                            | GudbrandsdalOlav Hagen Torgeir Hagen Håkon Brusveen                             |
| 1956          | Vestre TrysilArvid Nyberg Erik Søgård Hallgeir Brenden                       | GudbrandsdalTorgeir Hagen Olav Hagen Håkon Brusveen                                | Sør TrøndelagJon Torve Egil Skjøtskift Sverre Stensheim                         |
| 1957          | GudbrandsdalTorgeir Hagen Olav Hagen Håkon Brusveen                          | Nord-ØsterdalBjarne Torshaug Bjørn Erling Oddmund Jensen                           | Vestre TrysilArvid Nyberg Henry Solheim Hallgeir Brenden                        |
| 1958          | AlvdalBjarne Thorshaug Erling Bjørn Oddmund Jensen                           | GudbrandsdalTorgeir Hagen Olav Hagen Håkon Brusveen                                | Vestre TrysilErik Søgård Arvid Nyberg Hallgeir Brenden                          |
| 1959          | AlvdalBjarne Thorshaug Erling Bjørn Oddmund Jensen                           | Gudbrandsdal                                                                       | Vestre Trysil                                                                   |
| 1960          | Vestre TrysilArvid Nyberg Bjørn Brenden Hallgeir Brenden                     | GardenAlf Storelvmo Ole Ellefseter Ole Henrik Fagerås                              | GudbrandsdalTorgeir Hagen Olav Hagen Håkon Brusveen                             |
| 1961          | IL i BULAlf Storelvmo Arne Jensen Ingemund Holtås                            | LillehammerPer Olsen Oddvar Aasen Oddmund Jensen                                   | TrollEdvin Landsem Jon Landsem Jon Elshaug                                      |
| 1962          | IL i BULAlf Storelvmo Arne Jensen Ingemund Holtås                            | Freidig Trondheim                                                                  | Vestre Trysil                                                                   |
| 1963          | SjårdalenErling Steineide Arne Botten Halfdan Kluften                        | LensvikReidar Grønningen Eirik Størdal Harald Grønningen                           | EngerdalJo Eggen Gjermund Eggen Per Westgård                                    |
| 1964          | SjårdalenArne Botten Halfdan Kluften Erling Steineide                        | HerefossAadne Mykland Ivar Andreassen Reidar Andreassen                            | Vestre TrysilTrygve Brenden Peder Ensrud Hallgeir Brenden                       |
| 1965          | SjårdalenArne Botten Halfdan Kluften Erling Steineide                        | Mo                                                                                 | Engerdal                                                                        |
| 1966          | EngerdalJohs Harviken Jo Eggen Gjermund Eggen                                | NybygdaOle Ellefsæter Jon Høiås                                                    | SjårdalenErling Steineide Halfdan Kluften                                       |
| 1967          | HernesReidar Hjermstad Johs Harviken Iver Nederberg                          | Heidal                                                                             | Engerdal                                                                        |
| 1968          | HeidalArvid Ryen Reidar Bekkemellem Erling Steineide                         | EngerdalTor Svensberget Jo Eggen Gjermund Eggen                                    | HernesIver Nederberg Johs Harviken Reidar Hjermstad                             |
| 1969          | HeidalArvid Ryen Reidar Bekkemellem Erling Steineide                         | Hernes                                                                             | Gry                                                                             |
| 1970          | IL i BULAlf Storelvmo Odd Martinsen Lorns Skjemstad                          | HeidalArvid Ryen Reidar Bekkemellem Erling Steineide                               | GryIvar Andreassen Arild Aas Reidar Andreassen                                  |
| 1971          | HeidalArvid Ryen Reidar Bekkemellem Erling Steineide                         | IL i BULAlf Storelvmo Odd Martinsen Eystein Weltzien                               | HernesJohs Harviken Reidar Hjermstad Oddvar Øyeren                              |
| 1972          | IL i BULEystein Weltzien Audun Nerland Odd Martinsen                         | NybygdaStein Andreassen Erik Røsbak Ole Ellefsæter                                 | AlvdalArild Solvang Sigurd Thoresen Hallvard Müller                             |
| 1973          | IL i BULEystein Weltzien Audun Nerland Odd Martinsen                         | EngerdalTor Svensberget Jo Eggen Gjermund Eggen                                    | HållingenSvein Tyldum Jardar Sandstad Pål Tyldum                                |
| 1974          | IL i BULEystein Weltzien Audun Nerland Odd Martinsen                         | LeikIver Jønland Kåre Åmodt Oddvar Brå                                             | StrindheimPer Knotten Elling Reitan Åge Hellander                               |
| 1975          | IL i BULEystein Weltzien Audun Nerland Odd Martinsen                         | LeikIver Jønland Kåre Åmodt Oddvar Brå                                             | HernesDag Anmarksrud Reidar Hjermstad Johs Harviken                             |
| 1976          | IL i BULEystein Weltzien Audun Nerland Odd Martinsen                         | IL i BULKristian Stensæter Juul Sverre Stener Leif Jære                            | RennebuArnt Hårstad Erling Magnar Kvam Magne Myrmo                              |
| 1977          | JevnakerChr. Mathiesen Tore Gullen Kjell Ivar Skjemstad                      | BjerkeDag Atle Bjørkheim Leiv Berg Øivind Sandholt                                 | SelbuReidar Wold Per Magne Sirås Terje Gulbrandsen                              |
| 1978          | IL i BULKristian Stensæter Leif Jære Odd Martinsen                           | BjerkeKjell Dybvik Leiv Berg Dag Atle Bjørkheim                                    | GardenPål Sjulstad Arnt Hårstad Tor Håkon Holte                                 |
| 1979          | SvarstadPål Sjulstad Jan Erik Bårnes Jan Vidar Skaug                         | BjerkeDag Atle Bjørkheim Karl Kristian Aketun Lars Erik Eriksen                    | LillehammerKnut Johansen Anders Bakken Ola Høglien                              |
| 1980          | BjerkeKarl Kristian Aketun Dag Atle Bjørkheim Lars Erik Eriksen              | BrommaEilef Kristen Mikkelsplass Gunnar Båsen Pål Gunnar Mikkelsplass              | HemingBernt Lund Knut Engebretsen John Nordby                                   |
| 1981          | BjerkeDag Atle Bjørkheim Karl Kristian Aketun Lars Erik Eriksen              | HemingHalvor Maartmann Knut Engebretsen John Nordby                                | BrommaEilef Kristen Mikkelsplass Gunnar Båsen Pål Gunnar Mikkelsplass           |
| 1982          | LillehammerRoar Grøndalen Per Knut Aaland Anders Bakken                      | BjerkeDag Atle Bjørkheim Karl Kristian Aketun Lars Erik Eriksen                    | KjelsåsJon Ålberg Bjørn Olav Nordby Hans Erik Tofte                             |
| 1983          | BjerkeLars Erik Eriksen Karl Kristian Aketun Peder Hagen                     | BrommaEilef Kristen Mikkelsplass Gunnar Båsen Pål Gunnar Mikkelsplass              | LillehammerKetil Ulvang Per Knut Aaland Anders Bakken                           |
| 1984          | HokksundOddvin Bakkene Geir Holte Tor Håkon Holte                            | BjerkeLars Erik Eriksen Peder Hagen Karl Kristian Aketun                           | BrommaEilef Kristen Mikkelsplass Gunnar Båsen Pål Gunnar Mikkelsplass           |
| 1985          | HokksundArild Monsen Geir Holte Tor Håkon Holte                              | GeiloVegard Ulvang Terje Olav Seim Martin Hole                                     | KjelsåsBjørn Olav Norbye Hans-Christian Udnæs Hans Erik Tofte                   |
| 1986          | HokksundOddvin Bakkene Geir Holte Tor Håkon Holte                            | BrommaEilef Kristen Mikkelsplass Gunnar Båsen Pål Gunnar Mikkelsplass              | GeiloTerje Olav Seim Vegard Ulvang Martin Hole                                  |
| 1987          | ØyerJo Stenersen Per Knut Aaland Erling Jevne                                | HenningKay Pedersen Stig Ditløv Terje Langli                                       | UtleiraEirik Engan Per Kåre Jakobsen Øyvind Skaanes                             |
| 1988          | ØyerKetil Sjørengen Per Knut Aaland Erling Jevne                             | HokksundOle Gunnar Svendsen Geir Holte Tor Håkon Holte                             | KjelsåsHans-Christian Udnæs Kristian Amundsen Hans Erik Tofte                   |
| 1989          | BjerkeTerje Smevold Torgeir Bjørn Bjørn Dæhlie                               | LensbygdaJo Helgestad Svein Smedhammer Åge Skinstad                                | HokksundOle Gunnar Svendsen Geir Holte Tor Håkon Holte                          |
| 1990          | BjerkeBjørn Dæhlie Torgeir Bjørn Terje Smevold                               | HenningKay Pedersen Stig Ditløv Terje Langli                                       | KirkenesMagne Hellerud Kristen Sørgård Vegard Ulvang                            |
| 1991          | BulkenGudmund Skjeldal Arnstein Aas Kristen Skjeldal                         | LillehammerÅge Skinstad Øyvind Skaanes Egil Kristiansen                            | StrindheimTor Taksgaard Helge Holden Sturla Brørs                               |
| 1992          | KirkenesMagne Hellerud Vegard Ulvang Krister Sørgård                         | LensbygdaGeir Skari Svein Smalshammer Tor Arne Haugen                              | NannestadØyvind Mobakken Torgeir Bjørn Bjørn Dæhlie                             |
| 1993          | NannestadØyvind Mobakken Torgeir Bjørn Bjørn Dæhlie                          | BulkenGudmund Skjeldal Kristen Skjeldal Arnstein Aas                               | StrindheimØivind Skaanes Vegard Granheim Sturla Brørs                           |
| 1994          | NannestadØyvind Mobakken Terje Smevold Bjørn Dæhlie                          | BulkenGudmund Skjeldal Arnstein Aas Kristen Skjeldal                               | ByåsenVidar Løfshus Hasse Benberg Ola Rygg                                      |
| 1995          | NannestadØyvind Mobakken Terje Smevold Bjørn Dæhlie                          | HenningTerje Langli Svein Anders Melhus Frode Jermstad                             | KjelsåsBjørn Kristiansen Jon Olaf Bergersen Ragnar Hagen                        |
| 1996          | NannestadØyvind Mobakken Bjørn Dæhlie Terje Smevold                          | BulkenGudmund Skjeldal Kristen Skjeldal Arnstein Aas                               | ByåsenFrode Estil Ove Erik Tronvoll Jan Jacob Verdenius                         |
| 1997          | BulkenGudmund Skjeldal Arnstein Aas Kristen Skjeldal                         | IsfjordenHåvard Bjerkeli Trond Einar Elden Bård Jørgen Elden                       | HenningTor Arne Brevik Morten Brørs Frode Jermstad                              |
| 1998          | ByåsenJan Jacob Verdenius Frode Estil Tor Arne Hetland                       | NannestadØyvind Mobakken Terje Smevold Bjørn Dæhlie                                | StrindheimTrond Flagstad Øivind Skaanes Håkon Loe Johansen                      |
| 1999          | StrindheimØivind Skaanes Håkon Loe Johansen Frode Jermstad                   | TromsdalenEspen Tøllefsen Bjørn Anders Kroken Håvard Solbakken                     | OsebergAnders Aukland Fredrik Aukland Espen Bjervig                             |
| 2000          | TromsdalenEspen Tøllefsen Bjørn Anders Kroken Håvard Solbakken               | ByåsenOve Erik Tronvold Frode Estil Ola Rygg                                       | NannestadOla Sandholt Kjartan Roland Roger Mohaugen                             |
| 2001          | ByåsenKrister Trondsen Jan Jacob Verdenius Tor Arne Hetland                  | KjelsåsKrister Sørgård Remi Andersen Rune Torseth                                  | OsebergAnders Aukland Jørgen Aukland Espen Bjervig                              |
| 2002          | ByåsenJan Jacob Verdenius Frode Estil Tor Arne Hetland                       | LillehammerBrynjar Skjærli Espen Harald Bjerke Tore Ruud Hofstad                   | KjelsåsAnders Hallingstad Hallgeir Bratberg Remi Andersen                       |
| 2003          | ByåsenFrode Estil Tor Arne Hetland Lars Berger                               | LillehammerBrynjar Skjærli Espen Harald Bjerke Tore Ruud Hofstad                   | ByåsenKrister Trondsen Pål Bredesen Arve Skåren                                 |
| 2004          | LillehammerBrynjar Skjærli Espen Harald Bjerke Tore Ruud Hofstad             | ByåsenOla Berger Krister Trondsen Tor Arne Hetland                                 | RingkollenRoy Pedersen Lars Høgnes Frode Andresen                               |
| 2005          | LillehammerBrynjar Skjærli Espen Harald Bjerke Tore Ruud Hofstad             | RingkollenRoy Pedersen Lars Høgnes Frode Andresen                                  | FossumSimen Østensen Stian Eckhoff Tore Bjonviken                               |
| 2006          | StrindheimKrister Trondsen Stig Rune Kveen Petter Northug                    | LillehammerBrynjar Skjærli Ole Christian Mork Tore Ruud Hofstad                    | BækkelagetRuben Andersen Øystein Pettersen Remi Andersen                        |
| 2007          | StrindheimKrister Trondsen Stig Rune Kveen Petter Northug                    | LillehammerOle Christian Mork Lars Vingli Odsæter Tore Ruud Hofstad                | StokkeSindre Stokke Espen Harald Bjerke Kristian Horntvedt                      |
| 2008          | ByåsenChris Jespersen Tor Arne Hetland Lars Berger                           | FossumVegard Kjølhamar Simen Østensen Stian Eckhoff                                | StrindheimJohn Kristian Dahl Krister Trondsen Petter Northug                    |
| 2009          | LillehammerMorten Eide Pedersen Espen Harald Bjerke Tore Ruud Hofstad        | BækkelagetØystein Pettersen Tor Halvor Bjørnstad Remi Andersen                     | SkognAnders Myrland Ole Rønning Johan Kjølstad                                  |
| 2010          | SkognAnders Myrland Eldar Rønning Johan Kjølstad                             | ByåsenPetter Eliassen Daniel Myrmæl Helgestad Chris Jespersen                      | KlæbuStein Vidar Thun Eirik Telebond Ronny Fredrik Ansnes                       |
| 2011          | SkognEldar Rønning Anders Myrland Johan Kjølstad                             | HenningEirik Lorentsen Morten Eilifsen Jonas Austmo Kolstad                        | ByåsenPetter Eliassen Daniel Myrmæl Helgestad Chris Jespersen                   |
| 2012          | ByåsenDidrik Tønseth Petter Eliassen Ole-Marius Bach                         | LeksvikKristian Tettli Rennemo Andreas Myran Steen Anders Tettli Rennemo           | ByåsenEinar Askevold Ulsund Daniel Myrmæl Helgestad Chris Jespersen             |
| 2013          | ByåsenDidrik Tønseth Petter Eliassen Ole-Marius Bach                         | StrindheimJohn Kristian Dahl Tomas Northug Petter Northug                          | LeksvikAndreas Myran Steen Kristian Tettli Rennemo Anders Tettli Rennemo        |
| 2014          | StrindheimJohn Kristian Dahl Tomas Northug Petter Northug                    | ByåsenTore Bjørseth Berdal Petter Eliassen Daniel Myrmæl Helgestad                 | LillehammerMartin Løwstrøm Nyenget Roger Aa Djupvik Daniel Stock                |
| 2015          | StrindheimTomas Northug Lars Ove Aunli Petter Northug                        | LynStian Remseth Andresen Fredrik Ole Oldereid Andersen Hans Christer Holund       | LeksvikAndreas Myran Steen Kristian Tettli Rennemo Anders Tettli Rennemo        |
| 2016          | LynJonas Udjus Frorud Hans Christer Holund Simen Hegstad Krüger              | LillehammerMartin Løwstrøm Nyenget Daniel Stock Håvard Solås Taugbøl               | StrindheimLars Ove Aunli Petter Northug Even Northug                            |
| 2017          | LynJohan Tjelle Hans Christer Holund Simen Hegstad Krüger                    | HenningEirik Lorentsen Daniel Myrmæl Helgestad Anders Tettli Rennemo               | LillehammerØystein Pettersen Morten Eide Pedersen Håvard Solås Taugbøl          |
| 2018          | VardenThomas Albertsen Dahlen Jørgen Sæternes Ulvang Emil Iversen            | LynJohan Tjelle Hans Christer Holund Simen Hegstad Krüger                          | AskerErlend Nydal Erland Kvisle Harald Østberg Amundsen                         |
| 2019          | LynJohan Tjelle Hans Christer Holund Simen Hegstad Krüger                    | Røa ILKarstein Johaug Jr. Andrew Musgrave Martin Johnsrud Sundby                   | AskerSjur Kvisle Erland Kvisle Harald Østberg Amundsen                          |
| 2020          | LynJohan Tjelle Hans Christer Holund Simen Hegstad Krüger                    | LillehammerVegard Hamnes Martin Løwstrøm Nyenget Håvard Solås Taugbøl              | ÅsenHerman Martens Meyer Magne Haga Johan Hoel                                  |
| 2022          | LynJohan Tjelle Hans Christer Holund Simen Hegstad Krüger                    | Kjelsås IdrettslagEdvard Sandvik Iver Wang Johansen Håvard Moseby                  | LillehammerVegard Hamnes Fredrik Glomsrud Stenersen Martin Løwstrøm Nyenget     |
| 2023          | Kjelsås IdrettslagEdvard Sandvik David Thorvik Håvard Moseby                 | HenningHarald Astrup Arnesen Alvar Johannes Alev Simen Myhre                       | MjøsSkiMats Opsdal Jonas Vika Håvard Hovde                                      |
| 2024          | Åsen ILHerman Martens Meyer Øystein Sendstad Magne Haga                      | Byåsen IdrettslagEven Solem Michelsen Magnus Øyaas Häbrekke Johannes Høsflot Klæbo | Rustad IdrettslagTor Olav Nesheim Hægeland Iver Tildheim Andersen Lars Sørensen |
| 2025          | Byåsen IdrettslagHenrik Kvennås Didrik Tønseth Even Solem Michelsen          | LillehammerAlbert Sunde Øhlschlägel Sander Teisbekk Håvard Solås Taugbøl           | Kjelsås IdrettslagEdvard Sandvik Fredrik Wilhelmsen Garstad David Thorvik       |

## Frauen

### 5 km
| Meisterschaft | Gold                  | Silber                       | Bronze                       |
| ------------- | --------------------- | ---------------------------- | ---------------------------- |
| 1963          | Babben Enger          | Ingrid Wigernæs              | Gina Regland                 |
| 1964          | Ingrid Wigernæs       | Babben Enger                 | Eli Wensaas                  |
| 1965          | Ingrid Wigernæs       | Berit Mørdre                 | Tone Dahle                   |
| 1966          | Berit Mørdre          | Ingrid Wigernæs              | Inger Aufles                 |
| 1967          | Berit Mørdre          | Babben Enger                 | Inger Aufles                 |
| 1968          | Berit Mørdre          | Inger Aufles                 | Tone Dahle                   |
| 1969          | Inger Aufles          | Berit Mørdre                 | Katharina Mo                 |
| 1970          | Aslaug Dahl           | Inger Aufles                 | Katharina Mo-Berge           |
| 1971          | Berit Mørdre Lammedal | Aslaug Dahl                  | Mali Kalbækken               |
| 1972          | Katharina Mo-Berge    | Aslaug Dahl                  | Berit Mørdre Lammedal        |
| 1973          | Berit Mørdre Lammedal | Marit Myrmæl                 | Aslaug Dahl                  |
| 1974          | Berit Mørdre Lammedal | Aslaug Dahl                  | Unni Fossen                  |
| 1975          | Aslaug Dahl           | Marit Myrmæl                 | Berit Mørdre Lammedal        |
| 1976          | Marit Myrmæl          | Ingrid Christensen           | Berit Mørdre Lammedal        |
| 1977          | Berit Kvello          | Marit Myrmæl                 | Berit Johannessen            |
| 1978          | Berit Kvello          | Marit Myrmæl                 | Unni Fossen                  |
| 1979          | Anette Bøe            | Berit Jensen                 | Marit Myrmæl                 |
| 1980          | Berit Aunli           | Anette Bøe                   | Marit Myrmæl                 |
| 1981          | Berit Aunli           | Anette Bøe                   | Brit Pettersen               |
| 1982          | Berit Aunli           | Brit Pettersen               | Inger Helene Nybråten        |
| 1983          | Brit Pettersen        | Inger Helene Nybråten        | Anette Bøe                   |
| 1984          | Brit Pettersen        | Inger Helene Nybråten        | Anne Jahren                  |
| 1985          | Anne Jahren           | Brit Pettersen               | Grete Ingeborg Nykkelmo      |
| 1986          | Marianne Dahlmo       | Anne Jahren                  | Solveig Pettersen            |
| 1987          | Brit Pettersen        | Marianne Dahlmo              | Grete Ingeborg Nykkelmo      |
| 1988          | Anette Bøe            | Anne Jahren                  | Marianne Dahlmo              |
| 1989          | Trude Dybendahl       | Nina Skeime                  | Marianne Dahlmo              |
| 1990          | Inger Helene Nybråten | Trude Dybendahl              | Solveig Pedersen             |
| 1991          | Trude Dybendahl       | Solveig Pedersen             | Inger Helene Nybråten        |
| 1992          | Trude Dybendahl       | Inger Helene Nybråten        | Elin Nilsen                  |
| 1993          | Trude Dybendahl       | Elin Nilsen                  | Inger Lise Hegge             |
| 1994          | Kathrine Rokke        | Trude Dybendahl              | Kari Uglem                   |
| 1995          | Inger Helene Nybråten | Anita Moen                   | Marit Mikkelsplass           |
| 1996          | Anita Moen            | Trude Dybendahl              | Marit Mikkelsplass           |
| 1997          | Anita Moen            | Marit Mikkelsplass           | Bente Martinsen              |
| 1998          | Elin Nilsen           | Marit Mikkelsplass           | Bente Martinsen              |
| 1999          | Bente Martinsen       | Anita Moen                   | Elin Nilsen                  |
| 2000          | Bente Martinsen       | Elin Nilsen                  | Hilde Gjermundshaug Pedersen |
| 2001          | Bente Skari           | Anita Moen                   | Marit Bjørgen                |
| 2002          | Bente Skari           | Hilde Gjermundshaug Pedersen | Anita Moen                   |
| 2003          | Bente Skari           | Hilde Gjermundshaug Pedersen | Anita Moen                   |
| 2015          | Kathrine Harsem       | Heidi Weng                   | Marit Bjørgen                |
| 2016          | Therese Johaug        | Ingvild Flugstad Østberg     | Heidi Weng                   |
| 2017          | Marit Bjørgen         | Kari Øyre Slind              | Tiril Udnes Weng             |
| 2018          | Marit Bjørgen         | Ingvild Flugstad Østberg     | Ragnhild Haga                |
| 2019          | Therese Johaug        | Ingvild Flugstad Østberg     | Astrid Uhrenholdt Jacobsen   |
| 2021          | Therese Johaug        | Kathrine Rolsted Harsem      | Anna Svendsen                |
| 2022          | Julie Myhre           | Kathrine Rolsted Harsem      | Marte Skaanes                |
| 2023          | Marte Skaanes         | Margrethe Bergane            | Tiril Udnes Weng             |
| 2024          | Heidi Weng            | Gro Njølstad Randby          | Kristin Austgulen Fosnæs     |
| 2025          | Heidi Weng            | Julie Myhre                  | Guro Bostad                  |

### 10 km
| Meisterschaft | Gold                         | Silber                       | Bronze                       |
| ------------- | ---------------------------- | ---------------------------- | ---------------------------- |
| 1954          | Kjellfrid Gutubakken         | Rakel Wahl                   | Anne Gustavsen               |
| 1955          | Kjellfrid Gutubakken         | Anne Gustavsen               | Rakel Wahl                   |
| 1956          | Kjellfrid Brusveen           | Rakel Wahl                   | Ingrid Wigernæs              |
| 1957          | Kjellfrid Brusveen           | Gina Regland                 | Ingrid Wigernæs              |
| 1958          | Rakel Wahl                   | Gina Regland                 | Ingrid Wigernæs              |
| 1959          | Rakel Wahl                   | Jorunn Tangen                | Gina Regland                 |
| 1960          | Ingrid Wigernæs              | Aud Stenseth                 | Babben Enger                 |
| 1961          | Ingrid Wigernæs              | Babben Enger                 | Gina Regland                 |
| 1962          | Mosse Piene                  | Aud Johansen                 | Ingrid Wigernæs              |
| 1963          | Babben Enger                 | Ingrid Wigernæs              | Gina Regland                 |
| 1964          | Babben Enger                 | Ingrid Wigernæs              | Eli Wensaas                  |
| 1965          | Berit Mørdre                 | Valborg Østberg              | Ingrid Wigernæs              |
| 1966          | Ingrid Wigernæs              | Inger Aufles                 | Berit Mørdre                 |
| 1967          | Berit Mørdre                 | Inger Aufles                 | Katharina Mo                 |
| 1968          | Inger Aufles                 | Berit Mørdre                 | Babben Enger                 |
| 1969          | Berit Mørdre                 | Katharina Mo                 | Inger Aufles                 |
| 1970          | Berit Mørdre                 | Inger Aufles                 | Katharina Mo-Berge           |
| 1971          | Berit Mørdre Lammedal        | Aslaug Dahl                  | Inger Aufles                 |
| 1972          | Katharina Mo-Berge           | Berit Mørdre Lammedal        | Inger Aufles                 |
| 1973          | Berit Mørdre Lammedal        | Aslaug Dahl                  | Marit Myrmæl                 |
| 1974          | Berit Mørdre Lammedal        | Berit Johannessen            | Aslaug Dahl                  |
| 1975          | Unni Fossen                  | Marit Myrmæl                 | Grete Kummen                 |
| 1976          | Grete Kummen                 | Berit Johannessen            | Marit Myrmæl                 |
| 1977          | Berit Kvello                 | Marit Myrmæl                 | Ann Mari Husby               |
| 1978          | Berit Johannessen            | Marit Myrmæl                 | Berit Kvello                 |
| 1979          | Marit Myrmæl                 | Ingrid Christensen           | Vigdis Rønning               |
| 1980          | Berit Aunli                  | Marit Myrmæl                 | Brit Pettersen               |
| 1981          | Berit Aunli                  | Anette Bøe                   | Brit Pettersen               |
| 1982          | Berit Aunli                  | Brit Pettersen               | Inger Helene Nybråten        |
| 1983          | Anne Jahren                  | Marit Myrmæl                 | Brit Pettersen               |
| 1984          | Brit Pettersen               | Marit Myrmæl                 | Berit Aunli                  |
| 1985          | Anne Jahren                  | Nina Skeime                  | Brit Pettersen               |
| 1986          | Brit Pettersen               | Anne Jahren                  | Solveig Pettersen            |
| 1987          | Anne Jahren                  | Marianne Dahlmo              | Grete Ingeborg Nykkelmo      |
| 1988          | Inger Helene Nybråten        | Brit Pettersen               | Marit Wold                   |
| 1989          | Inger Helene Nybråten        | Marianne Dahlmo              | Trude Dybendahl              |
| 1990          | Inger Lise Hegge             | Trude Dybendahl              | Elin Nilsen                  |
| 1991          | Inger Lise Hegge             | Solveig Pettersen            | Trude Dybendahl              |
| 1992          | Elin Nilsen                  | Inger Helene Nybråten        | Trude Dybendahl              |
| 1993          | Anita Moen                   | Trude Dybendahl              | Elin Nilsen                  |
| 1994          | Kari Uglem                   | Bente Martinsen              | Inger Helene Nybråten        |
| 1995          | Anita Moen                   | Elin Nilsen                  | Trude Dybendahl              |
| 1996          | Anita Moen                   | Marit Mikkelsplass           | Trude Dybendahl              |
| 1997          | Marit Mikkelsplass           | Anita Moen                   | Bente Martinsen              |
| 1998          | Bente Martinsen              | Elin Nilsen                  | Anita Moen                   |
| 1999          | Bente Martinsen              | Elin Nilsen                  | Anita Moen                   |
| 2000          | Bente Martinsen              | Maj Helen Sorkmo             | Hilde Gjermundshaug Pedersen |
| 2001          | Anita Moen                   | Bente Skari                  | Hilde Gjermundshaug Pedersen |
| 2002          | Hilde Gjermundshaug Pedersen | Anita Moen                   | Bente Skari                  |
| 2003          | Bente Skari                  | Hilde Gjermundshaug Pedersen | Unni Ødegård                 |
| 2004          | Hilde Gjermundshaug Pedersen | Kine Beate Bjørnås           | Marit Bjørgen                |
| 2005          | Hilde Gjermundshaug Pedersen | Kristin Størmer Steira       | Kristin Mürer Stemland       |
| 2006          | Marit Bjørgen                | Hilde Gjermundshaug Pedersen | Ella Gjømle                  |
| 2007          | Marit Bjørgen                | Kristin Mürer Stemland       | Betty Ann Bjerkreim Nilsen   |
| 2008          | Hilde Gjermundshaug Pedersen | Vibeke Skofterud             | Marte Elden                  |
| 2009          | Astrid Uhrenholdt Jacobsen   | Marit Bjørgen                | Vibeke Skofterud             |
| 2010          | Marit Bjørgen                | Marthe Kristoffersen         | Therese Johaug               |
| 2011          | Marit Bjørgen                | Kristin Størmer Steira       | Vibeke Skofterud             |
| 2012          | Astrid Uhrenholdt Jacobsen   | Therese Johaug               | Martine Ek Hagen             |
| 2013          | Marit Bjørgen                | Therese Johaug               | Astrid Uhrenholdt Jacobsen   |
| 2014          | Therese Johaug               | Heidi Weng                   | Marit Bjørgen                |
| 2015          | Therese Johaug               | Marit Bjørgen                | Heidi Weng                   |
| 2016          | Astrid Uhrenholdt Jacobsen   | Mari Eide                    | Thea Krokan Murud            |
| 2017          | Marit Bjørgen                | Ingvild Flugstad Østberg     | Kathrine Harsem              |
| 2018          | Marit Bjørgen                | Astrid Uhrenholdt Jacobsen   | Ragnhild Haga                |
| 2019          | Therese Johaug               | Astrid Uhrenholdt Jacobsen   | Ingvild Flugstad Østberg     |
| 2020          | Therese Johaug               | Astrid Uhrenholdt Jacobsen   | Tiril Udnes Weng             |
| 2021          | Helene Marie Fossesholm      | Ragnhild Haga                | Kathrine Rolsted Harsem      |
| 2022          | Therese Johaug               | Marte Skaanes                | Maren Wangensteen            |
| 2023          | Lotta Udnes Weng             | Ragnhild Gløersen Haga       | Helene Marie Fossesholm      |
| 2024          | Sofie Nordsveen Hustad       | Julie Bjervig Drivenes       | Silje Theodorsen             |
| 2025          | Silje Theodorsen             | Hedda Østberg Amundsen       | Kristin Austgulen Fosnæs     |

### 15 km
| Meisterschaft | Gold                         | Silber                   | Bronze                  |
| ------------- | ---------------------------- | ------------------------ | ----------------------- |
| 1992          | Elin Nilsen                  | Inger Lise Hegge         | Trude Dybendahl         |
| 1993          | Anita Moen                   | Trude Dybendahl          | Marit Wold              |
| 1994          | Elin Nilsen                  | Marit Wold               | Bente Martinsen         |
| 1995          | Marit Mikkelsplass           | Trude Dybendahl          | Inger Helene Nybråten   |
| 1996          | Marit Mikkelsplass           | Bente Martinsen          | May Helen Nymoen        |
| 1997          | Elin Nilsen                  | Trude Dybendahl          | Marit Mikkelsplass      |
| 1998          | Bente Martinsen              | Marit Mikkelsplass       | Maj Helen Sorkmo        |
| 1999          | Elin Nilsen                  | Bente Martinsen          | Anita Moen              |
| 2000          | Bente Martinsen              | Anita Moen               | Hilde Glomsås           |
| 2001          | Hilde Gjermundshaug Pedersen | Anita Olsen              | Elin Nilsen             |
| 2002          | Anita Moen                   | Kine Beate Bjørnås       | Jannike Østby           |
| 2003          | Bente Skari                  | Jannicke Østby           | Kristin Størmer Steira  |
| 2020          | Therese Johaug               | Ingvild Flugstad Østberg | Helene Marie Fossesholm |

### 2 × 7,5 km Verfolgung/Skiathlon
| Meisterschaft | Gold                         | Silber                       | Bronze                       |
| ------------- | ---------------------------- | ---------------------------- | ---------------------------- |
| 2004          | Hilde Gjermundshaug Pedersen | Marit Bjørgen                | Ann Eli Tafjord              |
| 2005          | Hilde Gjermundshaug Pedersen | Marit Bjørgen                | Kristin Mürer Stemland       |
| 2006          | Kristin Størmer Steira       | Hilde Gjermundshaug Pedersen | Kristin Mürer Stemland       |
| 2007          | Marit Bjørgen                | Kristin Størmer Steira       | Therese Johaug               |
| 2008          | Marit Bjørgen                | Marthe Kristoffersen         | Hilde Gjermundshaug Pedersen |
| 2009          | Ingvild Flugstad Østberg     | Therese Johaug               | Kristin Størmer Steira       |
| 2010          | Marit Bjørgen                | Therese Johaug               | Marthe Kristoffersen         |
| 2011          | Marit Bjørgen                | Kristin Størmer Steira       | Therese Johaug               |
| 2012          | Therese Johaug               | Marthe Kristoffersen         | Kristin Størmer Steira       |
| 2013          | Marit Bjørgen                | Therese Johaug               | Heidi Weng                   |
| 2014          | Kristin Størmer Steira       | Astrid Uhrenholdt Jacobsen   | Heidi Weng                   |
| 2015          | Heidi Weng                   | Astrid Uhrenholdt Jacobsen   | Maiken Caspersen Falla       |
| 2016          | Astrid Uhrenholdt Jacobsen   | Ingvild Flugstad Østberg     | Ragnhild Haga                |
| 2017          | Marit Bjørgen                | Maiken Caspersen Falla       | Heidi Weng                   |
| 2018          | Marit Bjørgen                | Astrid Uhrenholdt Jacobsen   | Ragnhild Haga                |
| 2019          | Therese Johaug               | Astrid Uhrenholdt Jacobsen   | Kari Øyre Slind              |
| 2021          | Therese Johaug               | Heidi Weng                   | Helene Marie Fossesholm      |
| 2022          | Kathrine Rolsted Harsem      | Ragnhild Haga                | Magni Smedås                 |
| 2025          | Therese Johaug               | Heidi Weng                   | Kristin Austgulen Fosnæs     |

### 20 km
| Meisterschaft | Gold                    | Silber                | Bronze                  |
| ------------- | ----------------------- | --------------------- | ----------------------- |
| 1977          | Marit Myrmæl            | Berit Kvello          | Berit Johannessen       |
| 1978          | Berit Kvello            | Berit Johannessen     | Marit Myrmæl            |
| 1979          | Marit Myrmæl            | Vigdis Rønning        | Anette Bøe              |
| 1980          | Berit Aunli             | Inger Helene Nybråten | Brit Pettersen          |
| 1981          | Anette Bøe              | Vigdis Rønning        | Hilde Riis              |
| 1982          | Brit Pettersen          | Marit Myrmæl          | Inger Helene Nybråten   |
| 1983          | Brit Pettersen          | Marit Myrmæl          | Anette Bøe              |
| 1984          | Nina Skeime             | Ellen Sofie Olsvik    | Gry Oftedal             |
| 1985          | Nina Skeime             | Brit Pettersen        | Grete Ingeborg Nykkelmo |
| 1986          | Marianne Dahlmo         | Brit Pettersen        | Anne Jahren             |
| 1987          | Grete Ingeborg Nykkelmo | Anette Bøe            | Nina Skeime             |
| 1988          | Marit Wold              | Marianne Dahlmo       | Anette Bøe              |
| 1989          | Nina Skeime             | Inger Lise Hegge      | Marianne Dahlmo         |

### 30 km
| Meisterschaft | Gold                       | Silber                       | Bronze                       |
| ------------- | -------------------------- | ---------------------------- | ---------------------------- |
| 1990          | Trude Dybendahl            | Solveig Pedersen             | Marianne Dahlmo              |
| 1991          | Trude Dybendahl            | Solveig Pedersen             | Inger Helene Nybråten        |
| 1992          | Inger Helene Nybråten      | Inger Lise Hegge             | Trude Dybendahl              |
| 1993          | Anita Moen                 | Marit Wold                   | Elin Nilsen                  |
| 1994          | Anita Moen                 | Inger Helene Nybråten        | Kathrine Rokke               |
| 1995          | Marit Mikkelsplass         | Elin Nilsen                  | Trude Dybendahl              |
| 1996          | Marit Mikkelsplass         | Anita Moen                   | Bente Martinsen              |
| 1997          | Bente Martinsen            | Eva Kjerstadmo               | Maj Helen Sorkmo             |
| 1998          | Anita Moen                 | Elin Nilsen                  | Bente Martinsen              |
| 1999          | Elin Nilsen                | Bente Martinsen              | Maj Helen Sorkmo             |
| 2000          | Anita Moen                 | Eva Kjerstadmo               | Hilde Gjermundshaug Pedersen |
| 2001          | Bente Skari                | Elin Nilsen                  | Vibeke Skofterud             |
| 2002          | Elin Nilsen                | Hilde Gjermundshaug Pedersen | Maj Helen Sorkmo             |
| 2003          | Unni Ødegård               | Anita Olsen                  | Ann Eli Tafjord              |
| 2004          | Kristin Mürer Stemland     | Hilde Gjermundshaug Pedersen | Elin Nilsen                  |
| 2005          | Kine Beate Bjørnås         | Kristin Mürer Stemland       | Kristin Størmer Steira       |
| 2006          | Ann Eli Tafjord            | Hilde Gjermundshaug Pedersen | Kristin Størmer Steira       |
| 2007          | Therese Johaug             | Marit Bjørgen                | Kristin Mürer Stemland       |
| 2008 2        | Therese Johaug             | Sara Svendsen                | Marte Elden                  |
| 2009          | Therese Johaug             | Marthe Kristoffersen         | Sara Svendsen                |
| 2010          | Kristin Størmer Steira     | Therese Johaug               | Marte Elden                  |
| 2011          | Marit Bjørgen              | Therese Johaug               | Astrid Uhrenholdt Jacobsen   |
| 2012          | Marit Bjørgen              | Therese Johaug               | Heidi Weng                   |
| 2013          | Astrid Uhrenholdt Jacobsen | Heidi Weng                   | Silje Øyre Slind             |
| 2014          | Marit Bjørgen              | Therese Johaug               | Kristin Størmer Steira       |
| 2015          | Heidi Weng                 | Martine Ek Hagen             | Astrid Uhrenholdt Jacobsen   |
| 2016          | Therese Johaug             | Heidi Weng                   | Ingvild Flugstad Østberg     |
| 2017          | Marit Bjørgen              | Kari Øyre Slind              | Kathrine Harsem              |
| 2018          | Ragnhild Haga              | Marit Bjørgen                | Astrid Uhrenholdt Jacobsen   |
| 2019          | Therese Johaug             | Ingvild Flugstad Østberg     | Anna Svendsen                |
| 2022          | Therese Johaug             | Margrethe Bergane            | Magni Smedås                 |
| 2023          | Tiril Udnes Weng           | Margrethe Bergane            | Marte Skaanes                |
| 2024          | Therese Johaug             | Magni Smedås                 | Astrid Øyre Slind            |
| 2025          | Heidi Weng                 | Tale Bruheim Breding         | Hedda Bakkemo                |

### Sprint
| Meisterschaft | Gold                     | Silber                   | Bronze                       |
| ------------- | ------------------------ | ------------------------ | ---------------------------- |
| 2000          | Anita Moen               | Bente Martinsen          | Maj Helen Sorkmo             |
| 2001          | Bente Skari              | Marit Roaldset           | Anita Olsen                  |
| 2002          | Vibeke Skofterud         | Ingrid Narum             | Hilde Gjermundshaug Pedersen |
| 2003          | Bente Skari              | Marit Bjørgen            | Vibeke Skofterud             |
| 2004          | Ella Gjømle              | Marit Bjørgen            | Hilde Gjermundshaug Pedersen |
| 2005          | Marit Bjørgen            | Astrid Jacobsen          | Ella Gjømle                  |
| 2006          | Marit Bjørgen            | Ella Gjømle              | Astrid Jacobsen              |
| 2007          | Astrid Jacobsen          | Marit Bjørgen            | Therese Engen                |
| 2008          | Astrid Jacobsen          | Kari Vikhagen Gjeitnes   | Ingri Aunet Tyldum           |
| 2009          | Celine Brun-Lie          | Maiken Caspersen Falla   | Marit Bjørgen                |
| 2010          | Marit Bjørgen            | Ingri Aunet Tyldum       | Maiken Caspersen Falla       |
| 2011          | Marit Bjørgen            | Maiken Caspersen Falla   | Ingvild Flugstad Østberg     |
| 2012          | Maiken Caspersen Falla   | Maria Nysted Grønvoll    | Astrid Uhrenholdt Jacobsen   |
| 2013          | Maiken Caspersen Falla   | Celine Brun-Lie          | Marit Bjørgen                |
| 2014          | Maiken Caspersen Falla   | Kathrine Harsem          | Heidi Weng                   |
| 2015          | Ingvild Flugstad Østberg | Kari Vikhagen Gjeitnes   | Maiken Caspersen Falla       |
| 2016          | Heidi Weng               | Ingvild Flugstad Østberg | Silje Øyre Slind             |
| 2017          | Maiken Caspersen Falla   | Heidi Weng               | Kathrine Harsem              |
| 2018          | Marit Bjørgen            | Kathrine Harsem          | Silje Øyre Slind             |
| 2019          | Lotta Udnes Weng         | Kristine Stavås Skistad  | Maiken Caspersen Falla       |
| 2020          | Maiken Caspersen Falla   | Ane Appelkvist Stenseth  | Mathilde Myhrvold            |
| 2021          | Maiken Caspersen Falla   | Anna Svendsen            | Tiril Udnes Weng             |
| 2022          | Julie Myhre              | Amalie Håkonsen Ous      | Martine Engebretsen          |
| 2023          | Kristine Stavås Skistad  | Lotta Udnes Weng         | Mathilde Myhrvold            |
| 2024          | Hedda Bakkemo            | Mari Nordlunde           | Anna Svendsen                |
| 2025          | Kristine Stavås Skistad  | Helene Marie Fossesholm  | Elena Rise Johnsen           |

### Teamsprint
| Meisterschaft | Gold                                                    | Silber                                                                | Bronze                                                         |
| ------------- | ------------------------------------------------------- | --------------------------------------------------------------------- | -------------------------------------------------------------- |
| 2004          | Lyn SkiIne Wigernæs Ella Gjømle                         | StrindheimMarthe Reenaas Lena Cecilie Pedersen                        | Idrettslag NorLaila Selbæk Magni Solum                         |
| 2005          | Lyn SkiIne Wigernæs Ella Gjømle                         | VardenTove Andersen Kine Beate Bjørnås                                | NybygdaIda Gjermundshaug Pedersen Hilde Gjermundshaug Pedersen |
| 2006          | HemingMarte Monrad-Hansen Astrid Jacobsen               | StrindheimLaila Selbæk Lena Cecilie Pedersen                          | NybygdaIda Gjermundshaug Pedersen Hilde Gjermundshaug Pedersen |
| 2007          | HemingMarte Monrad-Hansen Astrid Jacobsen               | LynMarie Nordsletten Ella Gjømle                                      | NybygdaEli Gjermundshaug Pedersen Hilde Gjermundshaug Pedersen |
| 2008          | VardenMarthe Kristoffersen Kine Beate Bjørnås           | HemingMarte Monrad-Hansen Astrid Jacobsen                             | NybygdaIda Gjermundshaug Pedersen Hilde Gjermundshaug Pedersen |
| 2009          | Henning SkilagKarianne Bjellånes Kari Vikhagen Gjeitnes | HemingMarte Monrad-Hansen Astrid Uhrenholdt Jacobsen                  | NjårdBritt Ingunn Nydal Celine Brun-Lie                        |
| 2010          | NjårdBritt Ingunn Nydal Celine Brun-Lie                 | HemingRagnhild Haga Tuva Toftdahl Staver                              | OppdalSilje Øyre Slind Astrid Øyre Slind                       |
| 2011          | NjårdCeline Brun-Lie Britt Ingunn Nydal                 | IL i BULMartine Ek Hagen Heidi Weng                                   | HemingMarte Monrad-Hansen Astrid Uhrenholdt Jacobsen           |
| 2012          | IL i BULMartine Ek Hagen Heidi Weng                     | HemingRagnhild Haga Astrid Uhrenholdt Jacobsen                        | NjårdBritt Ingunn Nydal Celine Brun-Lie                        |
| 2013          | HemingRagnhild Haga Tuva Toftdahl Staver                | NjårdBritt Ingunn Nydal Celine Brun-Lie                               | OppdalAstrid Øyre Slind Silje Øyre Slind                       |
| 2014          | IL i BULMartine Ek Hagen Heidi Weng                     | VardenMarthe Kristoffersen Kathrine Harsem                            | NansenMagni Smedås Therese Johaug                              |
| 2015          | IL i BULMartine Ek Hagen Heidi Weng                     | VardenMarthe Kristoffersen Kathrine Harsem                            | NesTiril Udnes Weng Lotta Udnes Weng                           |
| 2016          | VardenMarthe Kristoffersen Kathrine Harsem              | IL i BULMartine Ek Hagen Heidi Weng                                   | NesTiril Udnes Weng Lotta Udnes Weng                           |
| 2017          | NesTiril Udnes Weng Lotta Udnes Weng                    | IL i BULMartine Ek Hagen Heidi Weng                                   | VardenMarthe Kristoffersen Kathrine Harsem                     |
| 2018          | NesTiril Udnes Weng Lotta Udnes Weng                    | Oppdal ILKari Øyre Slind Silje Øyre Slind                             | Gjøvik SKTuva Bakkemo Ingvild Flugstad Østberg                 |
| 2019          | Gjøvik SKTuva Bakkemo Ingvild Flugstad Østberg          | Heming, ILMartine Stina Astrid Engebretsen Astrid Uhrenholdt Jacobsen | Oppdal ILKari Øyre Slind Silje Øyre Slind                      |
| 2022          | Konnerud ILMaria Hartz Melling Kristine Stavås Skistad  | Lillehammer SkiklubMagni Smedås Thea Sørum                            | Strandbygda ILJohanne Hauge Harviken Maiken Caspersen Falla    |
| 2023          | Konnerud ILMaria Hartz Melling Kristine Stavås Skistad  | Byåsen ILHanne Wilberg Rofstad Julie Myhre                            | Asker SKElena Rise Johnsen Hedda Østberg Amundsen              |
| 2024          | Konnerud ILMaria Hartz Melling Kristine Stavås Skistad  | Asker SKElena Rise Johnsen Hedda Østberg Amundsen                     | Fossum IFTheresa Fürstenberg Kristin Austgulen Fosnæs          |
| 2025          | Byåsen ILHanne Wilberg Rofstad Julie Myhre              | Konnerud ILTiril Liverud Knudsen Mari Landro Svingheim                | Lyn SkiTuva Anine Brusveen-Jensen Nora Sødal Raastad           |

### Staffel
| Meisterschaft | Gold                                                                                      | Silber                                                                             | Bronze                                                                        |
| ------------- | ----------------------------------------------------------------------------------------- | ---------------------------------------------------------------------------------- | ----------------------------------------------------------------------------- |
| 1965          | RomerikslagetÅse Solberg Berit Mørdre Ingrid Wigernæs                                     | {{{1}}}                                                                            | {{{1}}}                                                                       |
| 1966          | RomerikslagetIngrid Wigernæs Babben Enger Berit Mørdre                                    | Romerikslaget                                                                      | Ready                                                                         |
| 1967          | RomerikslagetBabben Enger Damon Aud Kjensli Berit Mørdre                                  | Ready                                                                              | Freidig                                                                       |
| 1968          | RomerikslagetAud Kjensli Babben Enger Damon Berit Mørdre                                  | ReadyTone Dahle Johanne Morud Anne Onsager                                         | KjerstadInger Aufles Tony Gluggvasshaug Benny Stordal                         |
| 1969          | RomerikslagetRagnhild Wolff Reidun Alnes Berit Mørdre                                     | Kjerstad                                                                           | Nydalen                                                                       |
| 1970          | RomerikslagetRagnhild Wolff Berit Myhre Berit Mørdre                                      | HernesToril Haug Marit Nordli Berit Flygind                                        | ReadyAnne Onsager Janne Morud Tone Dahle                                      |
| 1971          | FreidigAnne Cathrine Lystad Ingrid Christensen Katharina Mo-Berge                         | RomerikslagetBerit Hansen Aud Hønsi Berit Mørdre Lammedal                          | TynsetSigrid Kalbækken May Losgaard Mali Kalbækken                            |
| 1972          | FreidigAnne Cathrine Lystad Ingrid Christensen Katharina Mo-Berge                         | RomerikslagetBerit Hansen Aud Hønsi Berit Mørdre Lammedal                          | ReadyAnne Onsager Gabrielle Welle Strand Tone Dahle                           |
| 1973          | FreidigKatharina Mo-Berge Berit Berg Ingrid Christensen                                   | RomerikslagetBerit Hansen Bjørg Moen Berit Mørdre Lammedal                         | StrindheimBerit Kvello Grethe Erichsen Ella Karin Lindmark                    |
| 1974          | FreidigKatharina Mo-Berge Berit Berg Ingrid Christensen                                   | NidelvSissel Trondseth Kari Setsaas Unni Fossen                                    | IL i BULBjørg Moen Gerd Thorstensen Grete Haugen                              |
| 1975          | FreidigBerit Berg Katharina Mo-Berge Ingrid Christensen                                   | NjårdKonni Dahl Marianne Sæther Kitty Dahl                                         | IL i BULBjørg Moen Gerd Thorstensen Grete Kummen                              |
| 1976          | IL i BULBirgit Øverby Astrid Kristiansen Grete Kummen                                     | NidelvUnni Fossen Bjørg Iversen Sissel Trondseth                                   | FreidigBerit Berg Katharina Mo-Berge Ingrid Christensen                       |
| 1977          | StrindheimBerit Kvello Anne Mari Husby Ingrid Christensen                                 | LambertseterHege Peikli Elisabeth Udnes Anette Bøe                                 | NidelvUnni Fossen Bjørg Iversen Sissel Trondseth                              |
| 1978          | StrindheimIngrid Christensen Anne Mari Husby Berit Kvello                                 | LambertseterHege Peikli Bente Næss Anette Bøe                                      | NidelvBerit Brenne Bjørg Iversen Unni Fossen                                  |
| 1979          | TromsøJorunn Murberg Grethe L. Haagensen Hebe Kvernmo                                     | StrindheimAnne Mari Husby Helene Kvamme Ingrid Christensen                         | SyllingGunn Tove Riis Tove Lund Hilde Riis                                    |
| 1980          | StrindheimAnne Mari Aune Ingrid Christensen Berit Aunli                                   | MeldalMarit Lykkja Eva Kjøsen Marit Myrmæl                                         | OddersjåJann M. Andreassen Solveig Pettersen Åse K. Drangsholt                |
| 1981          | StrindheimOddveig Kvikne Berit Jensen Berit Aunli                                         | HemingJorunn Gran Henriksen Carina Woxen Hanna Krogstad                            | PionerEli Margrethe Pedersen Heidi Sørensen Hebe Kvernmo                      |
| 1982          | Søre ÅlEli Irene Husum Marianne Thorstad Brit Pettersen                                   | KjelsåsTrude Dybendahl Gøril Stav Nina Skeime                                      | FossumKari Syrdalen Cathrine Bendz Berit Johannessen                          |
| 1983          | Søre ÅlEli Irene Husum Marianne Thorstad Brit Pettersen                                   | KjelsåsTrude Dybendahl Gøril Stav Nina Skeime                                      | ByåsenHilde Tellesbø Kristin Benum Ellen Sofie Olsvik                         |
| 1984          | BjerkeVigdis Rønning Hebe Kvernmo Anette Bøe                                              | Søre ÅlEli Irene Husum Marianne Thorstad Brit Pettersen                            | Bodø-OmegnMarianne Dahlmo Anne Brit Storvik Marit Elveos                      |
| 1985          | KjelsåsMarit Wold Nina Skeime Trude Dybendahl                                             | Bodø-OmegnMarit Elveos Anne Brit Storvik Marianne Dahlmo                           | Søre ÅlEllen Johanne Lunde Marianne Thorstad Brit Pettersen                   |
| 1986          | KjelsåsMarit Wold Nina Skeime Trude Dybendahl                                             | BærumLene Hestdal Inger Hegstad Anne Jahren                                        | Søre ÅlEllen Johanne Lunde Mette Margrethe Bøe Brit Pettersen                 |
| 1987          | BærumBerit Anne Hætta Inger Hegstad Anne Jahren                                           | KjelsåsTrude Dybendahl Marit Wold Nina Skeime                                      | Bodø-OmegnMarianne Dahlmo Åshild Storevik Marit Elveos                        |
| 1988          | KjelsåsTrude Dybendahl Marit Wold Nina Skeime                                             | Bodø-OmegnÅshild Storevik Marit Elveos Marianne Dahlmo                             | StrindheimBerit Aunli Anne Sørli Inger Mai Tande                              |
| 1989          | KjelsåsTrude Dybendahl Nina Skeime Marit Wold                                             | Bodø-OmegnÅshild Storevik Marianne Dahlmo Marit Elveos                             | Søre ÅlMarthe Flugstad Mette Margrethe Bøe Brit Pettersen Tofte               |
| 1990          | KjelsåsMarit Wold Nina Skeime Trude Dybendahl                                             | TrysilguttenAnita Moen Anne-Ellen Skjelbreid May Helen Nymoen                      | Bodø-OmegnMarianne Dahlmo Marit Elveos Mona Mikalsen                          |
| 1991          | KjelsåsMarit Wold Nina Skeime Kostøl Trude Dybendahl                                      | KonnerudGunn Vekterli Leite Kristin Vestgren Lene Pedersen                         | NittedalBente Martinsen Hanne Staff Elin Bakk Anthonsen                       |
| 1992          | KjelsåsNina Skeime Kostøl Marit Wold Trude Dybendahl                                      | TrysilguttenAnita Moen Maj Helen Nymoen Elin Kristiansen                           | BratsbergLine Selnes Heidi Selnes Kristin Tjelle                              |
| 1993          | KjelsåsTrude Dybendahl Marit Wold Monica Raaen-Iversen                                    | NannestadAnita Moen Hege Tjøgersen Grete Ingeborg Nykkelmo                         | StrindheimKari Uglem Monica Tømmervold Jannike Øyen                           |
| 1994          | KjelsåsMarit Wold Lene Pedersen Trude Dybendahl                                           | NittedalBente Martinsen Cecilie Mjøen Elin Bakk Anthonsen                          | TrysilguttenMaj Helen Nymoen Elin Kristiansen Ann-Elen Skjelbreid             |
| 1995          | TrysilguttenMaj Helen Nymoen Ann-Elen Skjelbreid Anita Moen                               | NittedalBente Martinsen Cecilie Mjøen Elin Bakk Anthonsen                          | StrindheimBerit Aunli Kristin Tjelle Kari Uglem                               |
| 1996          | KjelsåsTrude Dybendahl Nina Kemppel Marit Mikkelsplass                                    | NittedalBente Martinsen Cecilie Mjøen Elin Bakk Anthonsen                          | StrindheimEva Kjerstadmo Kristin Tjelle Kari Uglem                            |
| 1997          | KjelsåsAstrid Ruud Marit Mikkelsplass Trude Dybendahl                                     | NittedalBente Martinsen Cecilie Mjøen Elin Bakk Anthonsen                          | Bossmo & YtternMarianne Dahlmo Elin Nilsen Marit Elveos                       |
| 1998          | KjelsåsAstrid Ruud Trude Dybendahl Marit Mikkelsplass                                     | ByåsenGuri Knotten Kathrine Rokke Kristin Gisvold                                  | NittedalCecilie Mjøen Bente Martinsen Elin Bakk Anthonsen                     |
| 1999          | KjelsåsAstrid Ruud Marit Mikkelsplass Trude Dybendahl                                     | ByåsenKathrine Rokke Guri Knotten Pipaluk Rossing                                  | VardenTove Andersen Kine Beate Bjørnås Ingrid Knotten                         |
| 2000          | LynElla Gjømle Jannike Østby Ine Wigernæs                                                 | ByåsenGuri Knotten Kathrine Rokke Jannike Øyen                                     | StrindheimCamilla Letbes Randi Fossum Eva Kjerstadmo                          |
| 2001          | LynElla Gjømle Jannike Østby Ine Wigernæs                                                 | ByåsenKathrine Rokke Jannike Øyen Guri Knotten                                     | VardenIngrid Knotten Tove Andersen Kine Beate Bjørnås                         |
| 2002          | VardenIngrid Knotten Tove Andersen Kine Beate Bjørnås                                     | LynElla Gjømle Jannike Østby Ine Wigernæs                                          | ByåsenGuri Knotten Line Selnes Kristin Møller Stemland                        |
| 2003          | Høybråten og StovnerMerethe Braathen Solfrid Braathen Kristin Størmer Steira              | Molde og OmegnMarit Roaldseth Cecilie Risvoll Amundsen Unni Ødegård                | VardenIngrid Knotten Tove Andersen Ann Helen Grande                           |
| 2004          | VardenTove Andersen Kine Beate Bjørnås Ingrid Knotten                                     | Høybråten og StovnerMerethe Braathen Solfrid Braathen Kristin Størmer Steira       | Molde og OmegnMarit Roaldseth Cecilie Risvoll Amundsen Unni Ødegård           |
| 2005          | VardenIngrid Knotten Tove Andersen Kine Beate Bjørnås                                     | Høybråten og StovnerMerethe Braathen Solfrid Braathen Kristin Størmer Steira       | LynIngvild Engesland Ine Wigernæs Ella Gjømle                                 |
| 2006          | NybygdaEli Gjermundshaug Pedersen Hilde Gjermundshaug Pedersen Ida Gjermundshaug Pedersen | StrindheimLena Cecilie Pedersen Kjersti Bø Laila Selbæk                            | HemingAstrid Jacobsen Ingunn Weltzien Marte Monrad-Hansen                     |
| 2007          | Høybråten og StovnerEllen Sandbakken Merethe Braathen Solfrid Braathen                    | BekkelagetInger Liv Bjerkreim Nilsen Betty Ann Bjerkreim Nilsen Siri Halle         | TromsøAgneta Åsheim Frida Svendsen Sara Svendsen                              |
| 2008          | VardenGuri Hetland Kine Beate Bjørnås Marthe Kristoffersen                                | HenningKari Vikhagen Gjeitnes Mari Elden Marte Elden                               | TromsøLisbeth Haugland Agneta Åsheim Sara Svendsen                            |
| 2009          | HemingTuva Toftdahl Ragnhild Haga Astrid Uhrenholdt Jacobsen                              | NjårdBritt Ingunn Nydal Celine Brun-Lie Martine Udnes Weng                         | TromsøAgneta Åsheim Anna Svendsen Sara Svendsen                               |
| 2010          | HemingMarte Monrad-Hansen Tuva Toftdahl Staver Astrid Uhrenholdt Jacobsen                 | HenningKari Vikhagen Gjeitnes Karianne Gåsland Bjellånes Marte Elden               | NjårdCeline Brun-Lie Britt Ingunn Nydal Anne Tine Markset                     |
| 2011          | HemingMarte Monrad-Hansen Tuva Toftdahl Staver Astrid Uhrenholdt Jacobsen                 | VardenGuri Knotten Hetland Kristin Gausen Marthe Kristoffersen                     | HenningKarianne Gåsland Bjellånes Kari Vikhagen Gjeitnes Marte Elden          |
| 2012          | VardenKristin Gausen Marthe Kristoffersen Tora Berger                                     | HemingMarte Monrad-Hansen Ragnhild Haga Astrid Uhrenholdt Jacobsen                 | IL i BULMartine Ek Hagen Heidi Weng Anne-Tine Markset                         |
| 2013          | VardenKathrine Harsem Marthe Kristoffersen Tora Berger                                    | HemingTuva Toftdahl Staver Ragnhild Haga Astrid Uhrenholdt Jacobsen                | OppdalAstrid Øyre Slind Silje Øyre Slind Kari Øyre Slind                      |
| 2014          | HemingTuva Toftdahl Staver Astrid Uhrenholdt Jacobsen Ragnhild Haga                       | OppdalAstrid Øyre Slind Kaja Sandsten Silje Øyre Slind                             | HemingMarte Monrad-Hansen Karianne Jevne Linn Eriksen                         |
| 2015          | OppdalAstrid Øyre Slind Kari Øyre Slind Silje Øyre Slind                                  | HemingMarte Monrad-Hansen Tuva Toftdahl Staver Astrid Uhrenholdt Jacobsen          | LillehammerIne Løvlien Mari Støen Gussiås Emilie Kristoffersen                |
| 2016          | HemingKarianne Jevne Fanny Horn Birkeland Astrid Uhrenholdt Jacobsen                      | VardenKathrine Harsem Anniken Jørgensen Marthe Kristoffersen                       | LillehammerMarthe Bjørnsgaard Mari Støen Gussiås Barbro Kvåle                 |
| 2017          | VardenAnniken Jørgensen Kathrine Harsem Marthe Kristoffersen                              | LillehammerAnnika Taylor Marthe Bjørnsgaard Barbro Kvåle                           | Østre SlidreMari Eide Hilde Eide Maren Wangensteen                            |
| 2018          | VardenAstrid Stav Marthe Kristoffersen Kathrine Harsem                                    | KvaløyslettaMerete Myrseth Berthe Annette Svenkerud Silje Theodorsen               | HemingMarion Rønning Huber Fanny Horn Birkeland Astrid Uhrenholdt Jacobsen    |
| 2019          | OppdalSilje Øyre Slind Astrid Øyre Slind Kari Øyre Slind                                  | Nes SkiAmalie Håkonsen Ous Tiril Udnes Weng Lotta Udnes Weng                       | HemingMarion Rønning Huber Astrid Uhrenholdt Jacobsen Fanny Horn Birkeland    |
| 2020          | Nes SkiAmalie Håkonsen Ous Lotta Udnes Weng Tiril Udnes Weng                              | GjøvikTuva Bakkemo Susann Sagstuen Ingvild Flugstad Østberg                        | Konnerud ILTiril Liverud Knudsen Margrethe Bergane Kristine Stavås Skistad    |
| 2022          | Strindheim ILAlise Einmo Berit Mogstad Marte Skaanes                                      | Kjelsås ILSigrid Leseth Føyen Nora Sanness Guro Jordheim                           | Konnerud ILTiril Liverud Knudsen Margrethe Bergane Maria Hartz Melling        |
| 2023          | Kjelsås ILRuna Nykkelmo Ulvang Nora Sanness Sigrid Leseth Føyen                           | Konnerud ILMari Landro Svingheim Margrethe Bergane Tiril Liverud Knudsen           | Tromsø SkiAnna Svendsen Synne Arnesen Tone Lise Pedersen                      |
| 2024          | Oppdal ILSilje Øyre Slind Astrid Øyre Slind Kari Øyre Slind                               | Kjelsås IdrettslagSigrid Leseth Føyen Nora Sanness Sofie Nordsveen Hustad          | Konnerud ILTiril Liverud Knudsen Margrethe Bergane Mari Landro Svingheim      |
| 2025          | Strindheim ILMarte Skaanes Berit Mogstad Guro Bostad                                      | Lyn SkiNora Sødal Raastad Tirill Marie Møller Gundersen Tuva Anine Brusveen-Jensen | Strandbygda ILMaiken Caspersen Falla Karoline Grøtting Johanne Hauge Harviken |